# سوزوكي جيمني
سوزوكي جيمني (بالإنجليزية: Suzuki Jimny) هي سيارة طرق وعرة أعللنت عنها شركة سوزوكي اليابانيّة لأول مرَّة في معرض طوكيو الدوليّ للسيّارات عام 1997، ويتميَّز الشكل الخارجي لطراز سوزوكي جيمني 2011 بشبك تهوية صغير مزين بشعار سوزوكي، وبأضواء مربعة الشكل، وصادم رياضي يحتوي على ثلاث فتحات تهوية طولية وأضواء ضباب دائرية على طرفيه، وزودت المقصورة الداخليَّة بمقود من الجلد المثقب (في أوروبا فقط)، وبعدادات واضحة، ومقاعد مخملية ذات جودة عالية، كما تتميز بخفة وزنها وقوة الدفع الرباعي.

## التاريخ
بدأَ تاريخ سيارات سوزوكي ذات الدفع الرباعي في النصف الأخير من الستينيات، عندما اشترت سوزوكي سيارة شتاير بوش هافلينجر للدراسة بهدف بناءً مركبة للطرق الوعرة من فئة «كي». وقدمت فرصة أفضل في عام 1968 عندما تمكَّنت سوزوكي من شراء شركة الأمل لصناعة السيَّارات (بالإنجليزية: Hope Motor Company) اليابانيّة المفلسة، وَالتي قدمت سيارة صغيرة للطرق الوعرة تُسمى (بالإنجليزية: HopeStar ON360)، ولم تتمكن الشركة الصغيرة من الدخول في سلسلة الإنتاج وقامت بتصنيع حوالي 45 سيارة فقط. تمَّ تقديم أول سيارة دفع رباعي تحمل علامة سوزوكيفي عام 1970 بعنوان «لايت جيب 10»، بمحرك 359 سم مكعب مبرد بالهواء ثنائي الأشواط وثنائي الأسطوانة. وتمَّ تقديم إل جي 20 بمحرك مبرد بالسائل في عام 1972 معَ تغيير التبريد بسببِ لوائح الانبعاثات الصادرة حديثًا، واكتسبت 3 حصان وفي عام 1975 استبدلت سوزوكي طراز إل جي 20 بطراز إل جي 50 الذي يحتوي على محرك أكبر حجمًا يبلغ 539 سم مكعب، وثنائي الأشواط، وثلاثي الأسطوانات، وكان هذا الطراز يستهدف السوق الأسترالية، ولكنَّ سرعان ما تبع ذلك المزيد من الصادرات لبلدان أخرى.
كانَ جيمني 8/إل جي 80 نسخة محدثة من إل جي 50 بمحرك رباعي الأشواط رباعي الأسطوانات وسعة 800 سم مكعب، يليه جيمني 1000 / إس جي 410 وجيمني 1300 / إس جي 413، وأصبحت ساموراي نسخة محدثة من إس جي 413 وأول سيارة سوزوكي يتم تسويقها رسميًا في الولايات المتحدة، عُرفت السلسلة من إس جي 410 إلى إس جي 413 باسمِ سييرا في أستراليا، وظلت باسمِ جيمني في بعض الأسواق.
تمَّ إصدار جيمني الجديد في عام 1998، وهو الآن يحمل نفس الاسم في جميع الأسواق. اُستخدِم إصدار 1998 محرك «جي 13 بي بي» EFI وفي 2001 تمَّ استبداله بمحرك M13AA EFI، وفي 2005 تمَّ استبداله بمحرك توقيت الصمام المتغير M13AA، بالتزامنِ معَ إعادة تصميم داخلي بسيط.

## خصائص التصميم المُشتركة

### البناء العام
جميع أجيال جيمني الأربعة لها إطار وجسم منفصلان («هيكل إطار سلم»)، وليس للجسم دور حمل هيكلي، ووظيفته حماية الركاب من العوامل الجوية وتوفير الراحة لهم وحمايتهم في حالة وقوع حادث.

### تعليق الإنتاج
تحتوي جميع أجيال جيمني الأربعة على نظام تعليق مستقل في المحور الأمامي والمحور الخلفي، وكان هذا تصميم تعليق شائعًا لجميع مركبات التضاريس حتّى التسعينات، ولكنَّه أصبح نادرًا في تصميم المركّبات في القرن الحادي والعشرين. ويُعتبر نظام التعليق المعتمد مناسبًا بشكلٍ خاص لجميع الأعمال على التضاريس سواء من منظور المتانة أو الأداء.
اُستخدِم أول جيلين من جيمني نظام التعليق ذو النوابض الصفائحية في جميع العجلات الأربع، معَ استخدام الجيلين الثالث والرابع لنظام التعليق ذي النوابض اللولبية في جميع العجلات الأربع. وهناك استثناء حيثُ كانت بعض طرازات الجيل الثاني المتأخّرة تحتوي على نظام تعليق ملفوف أيضًا.

### التوجيه
تتمتع جميع أجيال جيمني الأربعة بآلية توجيه كروية معاد تدويرها، وهي مناسبة بشكلٍ خاص لجميع مهام التضاريس، ولكنَّها غير دقيقة نسبيًا على الطريق مقارنةً ببنية التوجيه الحديثة للجريدة المسننة.

### ناقل الحركة
تحتوي جميع أجيال جيمني الأربعة على ناقل حركة دفع رباعي يُمكن اختياره يدويًا، حيثُ يكون وضع النقل الافتراضي (على الطريق) هو دفع ثنائي، دفع خلفي، ولا يُمكن فصل محرك العجلات الخلفية، ومع ذلك يُمكن للمستخدم إشراك نظام الدفع بالعجلات الأماميّة (FWD) يدويًا في أي وقتٍ تحت ظروف تشغيل معينة، ويتوفر الدفع الرباعي عندما يتم تعشيق FWD.
يتم تنفيذ تعشيق وضع نقل الدفع الرباعي والتبديل من نطاق تروس إلى آخر بواسطة وحدة ميكانيكيّة مخصصة لحالة النقل، وَالتي تكون منفصلة عن وحدة صندوق التروس العادية، وتحتوي جميع أجيال جيمني الأربعة على علبة نقل معَ ذراع اختيار مرفق بارز في المقصورة بين ذراع صندوق التروس الرئيسيّ ورافعة فرامل اليد، حيثُ يسمح الذراع للمستخدم بتحديد أوضاع نقل دفع ثنائي-H أو دفع رباعي-H أو دفع رباعي-L حسب رغبته.

## هوبستار أون 360
تمَّ تطوير سيارة «هوبستار أون 360» (بالإنجليزية: HopeStar ON360) في الأصل من قبل شركة هوب موتور اليابانيّة (بالإنجليزية: Hope Motor) في عام 1967، وهي متاحة باسمِ «هوبستار أون 360» من أبريل 1968، استخدمت محرك ميتسوبيشي ME24 ثنائي الأشواط 359 سنتيمتر مكعب (21.9 بوصة3) المبرد بالهواء والذّي ينتج 21 حصان متري (15.4 كيلوواط؛ 20.7 كبح حصاني)، وكانت الفرامل من وحدات دايهاتسو، وتمَّ الحصول على المحور الخلفي من ميتسوبيشي كولت 1000، وتمَّ الحصول على العجلات من ميتسوبيشي جيب، وكانت مركبة أساسية للغاية ذات مقعدين بدون أبواب، لكنّ نظام الدفع الرباعي القوي سمح لها بالسير على الطرق الوعرة. وكانت السرعة القصوى 70 كيلومتر في الساعة (43 ميل/س)، و30 كيلومتر في الساعة (19 ميل/س) في وضع الدفع الرباعي.
باعت شركة هوب الصغيرة عددًا قليلاً جدًا من هذا الطراز، حيثُ تمَّ بيع 15 منها في السوق المحليَّة و30 أُخرى تمَّ تصديرها إلى جنوب شرق آسيا،  على الرغم من شراء ما مجموعهُ 100 محرك ME24. وفي 1968 قامت Hope ببيع التصميم إلى سوزوكي، بعدَ أنَ رفضت ميتسوبيشي تولي الإنتاج.

## الجيل الأول (1970)
كانت سوزوكي جيمني المدمجة والقادرة على القيادة على الطرق الوعرة أول نجاح عالمي لسوزوكي، ممَّا جعلها تُعرف باسمها وتوطد قدمها في الأسواق في جميع أنحاءِ العالم.

### إل جاي 10 - إل جي 10
كانت الخطوة الأولى لسوزوكي في الحصول على حقوق ON360 هي إعادة هيكلها واستبدال محرك ميتسوبيشي بمحرك 359 سنتيمتر مكعب (21.9 بوصة3) مبرد بالهواء سوزوكي "FB" ذو الأسطوانتين والذّي ينتج 25 حصان متري (18 كيلوواط؛ 25 كبح حصاني)، ونظرًا لأنّ الوحدة الجديدة ظلت أصغر من 360 سم مكعب، ووضع سوزوكي الإطار الاحتياطي داخل الشاحنة ممَّا جعلها ذات ثلاثة مقاعد لإبقائها أقل من 3 أمتار في الطول الإجمالي، فقد تمَّ تصنيفها على أنَّها سيارة «كي»، ومنحت امتيازاتٌ ضريبية معينة وفوائد أخرى. وعندما تمَّ طرحها في أبريل 1970 كانت أول سيارة «كي» دفع رباعي تدخَّل سلسلة الإنتاج، حيثُ كانَ لدى «إل جي 10 جيمنيز» عجلات مقاس 16 بوصة ووزنها 590 كيلوغرام (1,301 رطل)، ولها سرعة قصوى تبلغ 75 كيلومتر في الساعة (47 ميل/س). وتمَّ رفع المحرك قريبًا إلى 27 حصان متري (20 كيلوواط؛ 27 كبح حصاني) لكنّ السرعة القصوى المزعومة ظلت دون تغيير.
حقَّقَ جيمني الأصليّ نجاحًا غير متوقع، حيثُ تمَّ بيع ما يقرب من 5000 وحدة في السنة الأولى متجاوزًا على الفور الشركة الرائدة في السوق في ذلك الوقت ميتسوبيشي جيب، وتمَّ بيع أكثر من 6000 في عام 1971. في البداية تمَّ التعاقد من الباطن على الإنتاج وتمَّ تنفيذه يدويًا بشكلٍ أساسي، لكنّ سرعان ما أدركت سوزوكي أنَ جيمني بحاجة إلى خط تجميع مخصص للسماح بزيادة الإنتاج.

### إل جاي 20 - إل جي 20

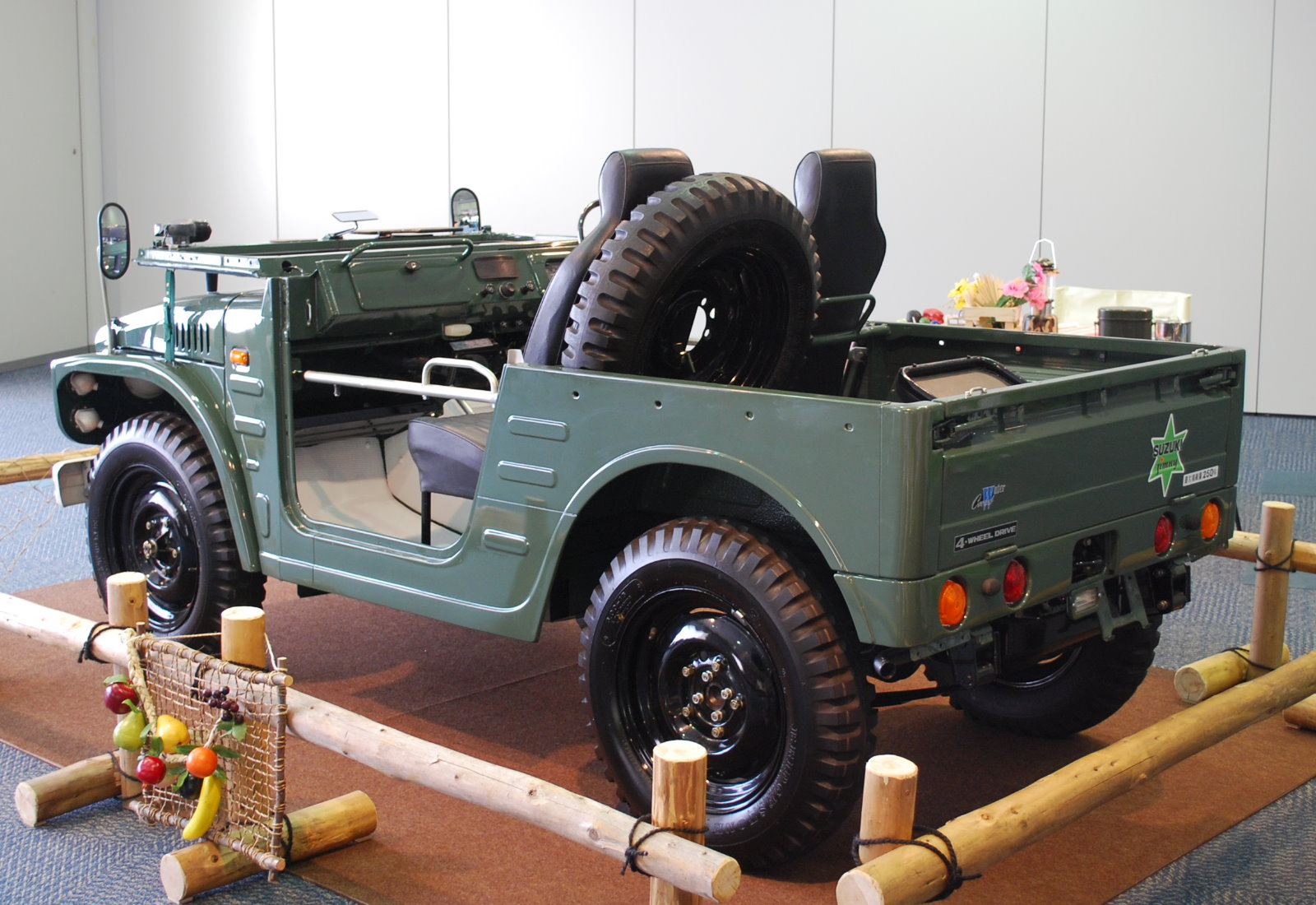
سوزوكي جيمني إل جي 20 1973 بإطارات احتياطية

تمَّ تحديث LJ في مايو 1972 وأُعيد تسميتها إلى إل جي 20، وتمَّ تغيير قضبان الشبك من الأفقي إلى الرأسي في إل جي 20، واستبدل المحرك محرك محدثة مبرد بالماء L50 28 حصان متري (21 كيلوواط؛ 28 كبح حصاني) تمكُّن LJ من الوصول إلى 80 كم/ساعة (50 ميل في الساعة). وقد مكن «الإنتاج المنزلي» سوزوكي من صنع 2000 سيارة شهريًا.
سمح إصدار خاص مزود بإطار احتياطي مثبت خلف مقعد الراكب بمقعدين خلفيين صغيرين يواجهان بعضهما البعض، ويُشير إدخال محرك اليد اليسرى إلى طموحات سوزوكي العالميَّة للشاحنة، وتمَّ تقديم السقف الصلب (Van) أيضًا عند وصول إل جي 20 وهي مزودة بعجلات أصغر حجمها 15 بوصة.، وقامت شركة المعدات الدولية. الأمريكيَّة باستيرادها إلى الولايات المتحدة، وقامت شركة «جيمني للتصدير» بتركيب الإطارات الاحتياطيَّة في الخارج، حيثُ لم يتم تطبيق لوائح «كي» الخاصّة بالطول.

### إس جاي 10

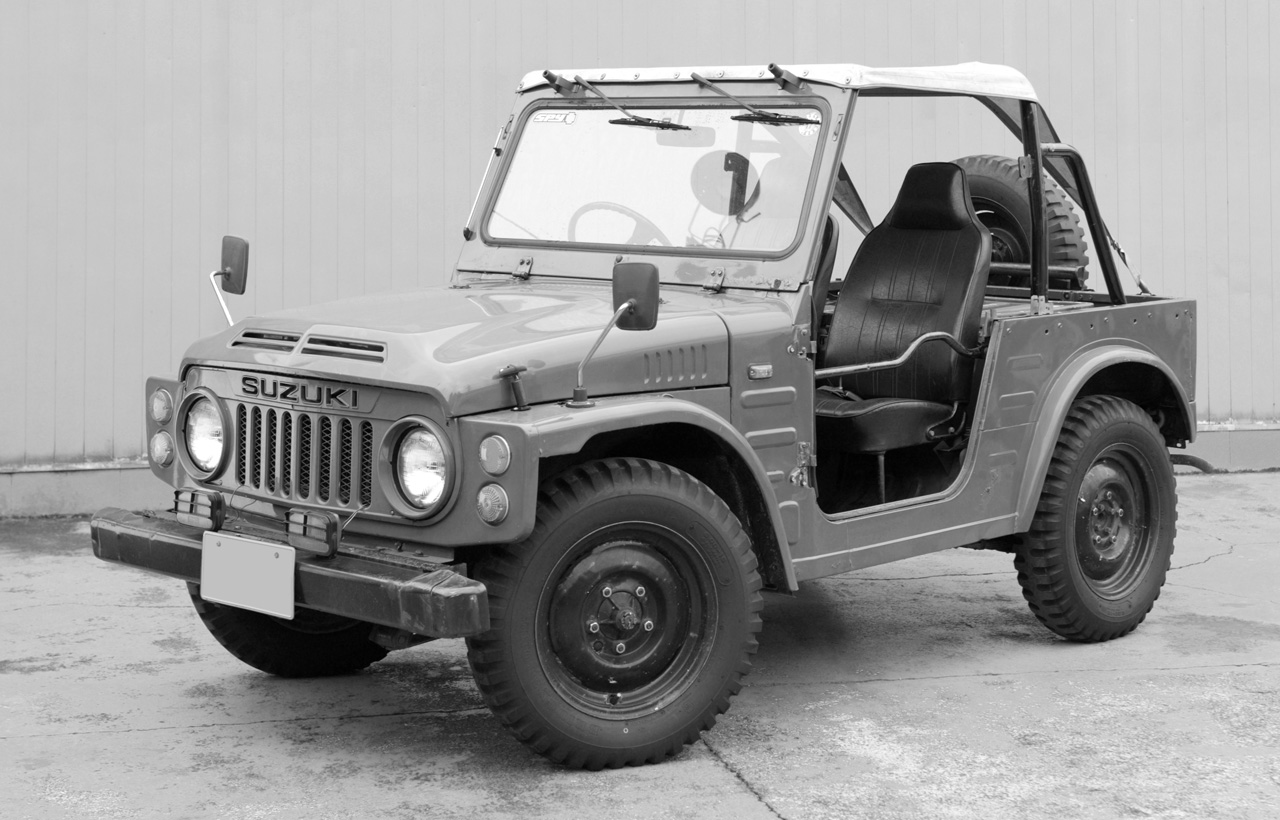
سوزوكي جيمني 55 (إس جي 10)

تمَّ تقديم محرك إل جي 50 لأول مرَّة في سبتمبر 1975 معَ محرك 33 حصان متري (24 كيلوواط؛ 33 كبح حصاني) للتصدير فقط، وفي السوق المحليَّة ظهرت لأول مرَّة في يونيو 1976 باسمِ جيمني 55 وعكست قواعد سيارة «كي» المُتغيِّرة ومعايير الانبعاثات الأكثر صرامة. بمحرك 539 سنتيمتر مكعب (32.9 بوصة3) ثلاث أسطوانات ثنائي الأشواط، بينما تمَّ تخفيض الطاقة إلى 26 حصان متري (19 كيلوواط؛ 26 كبح حصاني)، وبوزن 635 كيلوغرام (1,400 رطل) يُمكن أنَ تصل السيارة الآن إلى 60 ميل في الساعة (97 كيلومتر/ساعة)، وتمَّ نقل الإطار الاحتياطي خارج الباب الخلفي، ممَّا سمح بوجود مقعد رابع، وقد استخدمت إس جي 10 في الأصل اسم «إل جي 50» في مُعظم أسواق التصدير، وتمَّ تغييره إلى إل جي 55 بعدَ إدخال إل جي 80 لمحاذاة الأسماء.
كانت إل جي 50S وشاحنة إل جي 50V متاحة في أستراليا كسطح ناعم معَ أبواب ناعمة وعجلة احتياطية مثبتة في الخلف أو سطح صلب معَ أبواب معدنية كاملة وعجلة احتياطية خارجية من خِلال الموزع «إم دبليو-سوزوكي ملبورن» معَ 33 حصان (25 كـو) وعزم دوران 5.85 كيلو غرام ثقلي·متر (57.4 ن·م؛ 42.3 رطلق·قدم). وفي مايو 1976 أصبحت شاحنة النقل إل جي 51P ذات قاعدة العجلات الطويلة منخفضة الإنتاج متاحة لبعض أسواق التصدير. وتلقت «جيمني 550» عملية تجميل في عام 1977 حيثُ أدخلت مشاعل معدنية ذات قوس خلفي وغطاء محرك أو غطاء محرك أكبر معَ فتحات تبريد فوق المبرد، بينما تمَّ استبدال إل جي 50 المخصصة للتصدير بطراز إل جي 80 بنفس التعديلات الخارجية، ولكنَّ بمحرك جديد رباعي الأسطوانات ورباعي الأشواط و800 سم مكعب).

### إس جاي 20
كانَ التكرار النهائي لتصميم جيمني الأصليّ هو جيمني 8 لعام 1977، والذّي أطلق عليهِ إل جي 80 في أسواق تصدير معينة، وكان من المفترض في الأصل تسويقه باسمِ Eljot ‏("Elliott") في ألمانيا لكنّ مشكلات حقوق النشر معَ شركة والت ديزني منتجة «فيلم تنين بيت» جعلت من هذا الأمر مستحيلًا، بينما ظل إس جي 10 قيد الإنتاج لفئة «كي» المحلية، فإنَّ الطراز الجديد إس جي 20 الفاخر بوزن 770 كيلوغرام (1,698 رطل) ومحرك F8A رباعي الأشواط ورباعي الأسطوانات الأشواط 797 سنتيمتر مكعب (49 بوصة3) قادر على حوالي 31 كيلوواط (42 حصان)، سمحت القوَّة الإضافيَّة وعزم الدوران لهذا المحرك برفع الترس التفاضلي لتحسين الأداء في الطرق الوعرة، وتمَّ توسيع المسار بمقدار 100 مليمتر (3.9 بوصة). تمَّ تجميع إل جي 80V أيضًا في إندونيسيا بواسطة بي تي إندو موبيل أوتاما في جاكرتا.
كما تمَّ تحسين المقصورة الداخليَّة بمقاعد وعجلة قيادة جديدة، وأصبحت الأبواب المعدنيّة متاحة لأول مرَّة في عام 1979، كما تمَّ توفير طراز شاحنة بيك أب (إل جي 81) بحلول أبريل من ذلك العام، وكانت الشاحنة التي تُسمى «ستوكمان» في أُستراليا بقاعدة عجلات 2,200 مليمتر (86.6 بوصة) بزيادة مقدارها 270 مليمتر (10.6 بوصة)، وبطول 3,620 مليمتر (142.5 بوصة)، مقارنة معَ إل جي 80 التي يبلغ طولها 3,185 مليمتر (125.4 بوصة)، تمَّ إيقاف إنتاج جيمني 8/إل جي 80 في أواخر عام 1981 معَ تقديم الجيل الثاني من جيمني.

## الجيل الثاني (1981)

### إس جاي 30
كانَ (بالإنجليزية: SJ30 Jimny 550) مخصصًا بشكلٍ أساسي لاستهلاك السوق المحليّ الياباني حيثُ يناسب فئة سيارات «كي»، ولا يزال محرك جيمني 550 مدعومًا بمحرك إل جي 50 المُستخدم في سابقتها، وكان آخر محرك سيارة ثنائي الأشواط تمَّ بناؤه في اليابان، توقف الإنتاج بسحب المُوافقة على هذا النوع في نوفمبر 1987 لصالح شقيقها المحرك F5A, JA71، وقد كانت المفضلة لدى سائقي الطرق الوعرة اليابانيين بسببِ وزنها الخفيف وعزم الدوران المنخفض السرعة.

### إس جيه 40

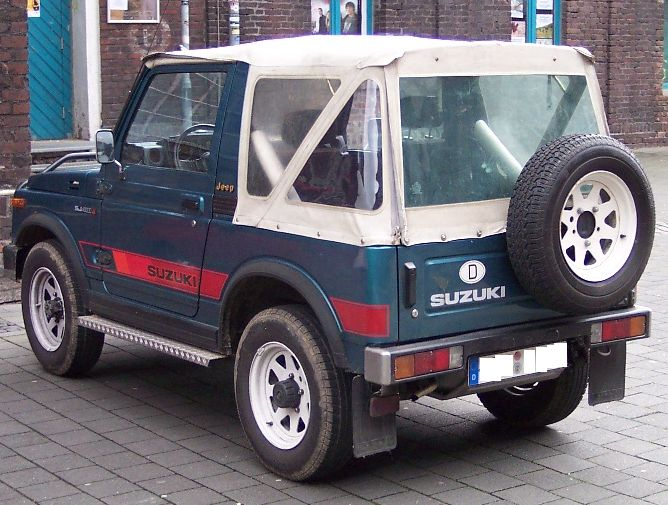
سوزوكي إس جي 410 - لاحظ شارة الجيب التي أضافها المالك على العمود "B"

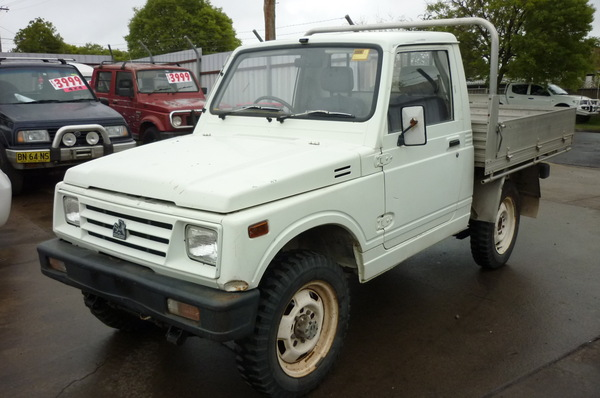
شاسيه كابينة هولدن دروفر (QB، أستراليا)

تمَّ تقديم «إس جيه 40» (بالإنجليزية: SJ40 Jimny 1000) في عام 1982 ليحل محل مجموعة إل جي 80، وتمَّ بيع جيمني 1000 باسمِ سوزوكي إس جيه 41 (بالإنجليزية: Suzuki SJ410) في مُعظم أسواق التصدير بمحرك F10A رباعي الأسطوانات بسعة 0.8 لتر، حيثُ ينتج المحرك 45 حصان (34 كـو)، وكانت سرعتها القصوى 68 ميل في الساعة (109 كم/س). أدعت نماذج السوق اليابانيّة 52 حصان (39 كـو) عند 5000 دورة في الدقيقة. لذا فإنَّ أصحاب 550 سي سي لن يكونوا قادرين على تعديل العجلات الأكبر والأوسع من جيمني 1000 لسياراتهم، وقد فرضت وزارة النقل اليابانيّة أنَ سوزوكي مناسبة للعجلات بنمط الترباس المختلف.
كانَ ناقل الحركة اليدوي رباعي السرعات قياسيًا، وكذلك الفرامل الأسطوانية غير المدعومة بالطاقة في الأمام والخلف. وجاء إس جي 410 كشاحنة بيك آب نصف باب قابلة للتحويل، بقاعدة عجلات طويلة، وسقف صلب وبابين، صلب مرتفع. وفي اليابان كانَ المقصود من الشاحنة الصغيرة أنَ تكون مركبة عمل مكشوفة ولم تستقبل تمديدات الرفارف، ولها إطارات قطرية على عجلات فولاذية مطلية باللون الأسود بدلاً من العجلات الرياضيةِ المجهزة في جيمني العادية. وكانت حمولتها القصوى 350 كيلوغرام (770 رطل). وفي خريف عام 1983 تمت إضافة نسخة ذات قاعدة عجلات طويلة مغطاة لأسواق التصدير.
تمَّ إنتاج إس جي 410 أيضًا في إسبانيا بواسطة «سانتانا موتور» (بالإنجليزية: Santana Motor) في مصنع ليناريس وبيعت كسيارة محليّة في أوروبا منذُ مارس 1985 بسببِ محتواها الأصليّ الذي يزيد عن 60٪، وبِالتالي تجنبت القيود المفروضة على واردات السيَّارات اليابانيّة الصنع. وتمَّ بنائها على قاعدة عجلات قصيرة، كسيارة تجاريَّة ذات بابين قابلة للتحويل، أو معَ ثلاثة أبواب أو هيكل سيارة، وتحوّلت بعض الطرز اللاحقة من إس جي 410 إلى فرامل قرصية في المقدمة اعتمادًا على المصنع الذي صنعت فيه.
في مارس 1990 تلقت الإصدارات المبنية من سانتانا نفس تطورات الهيكل التي حولت إس جي 413 إلى ساموراي، وتمَّ بيع هذا الإصدار باسمِ ساموراي 1.0 حيثُ تمَّ تقديمه باسمِ «ساموراي ميل» في إسبانيا. قامت شركة كوبر موتور (بالإنجليزية: Cooper Motor Corporation)‏ (CMC) في نيروبي بكينيا بتجميع إس جي 410 في منتصف الثمانينات.

#### الإنتاج الإندونيسيّ

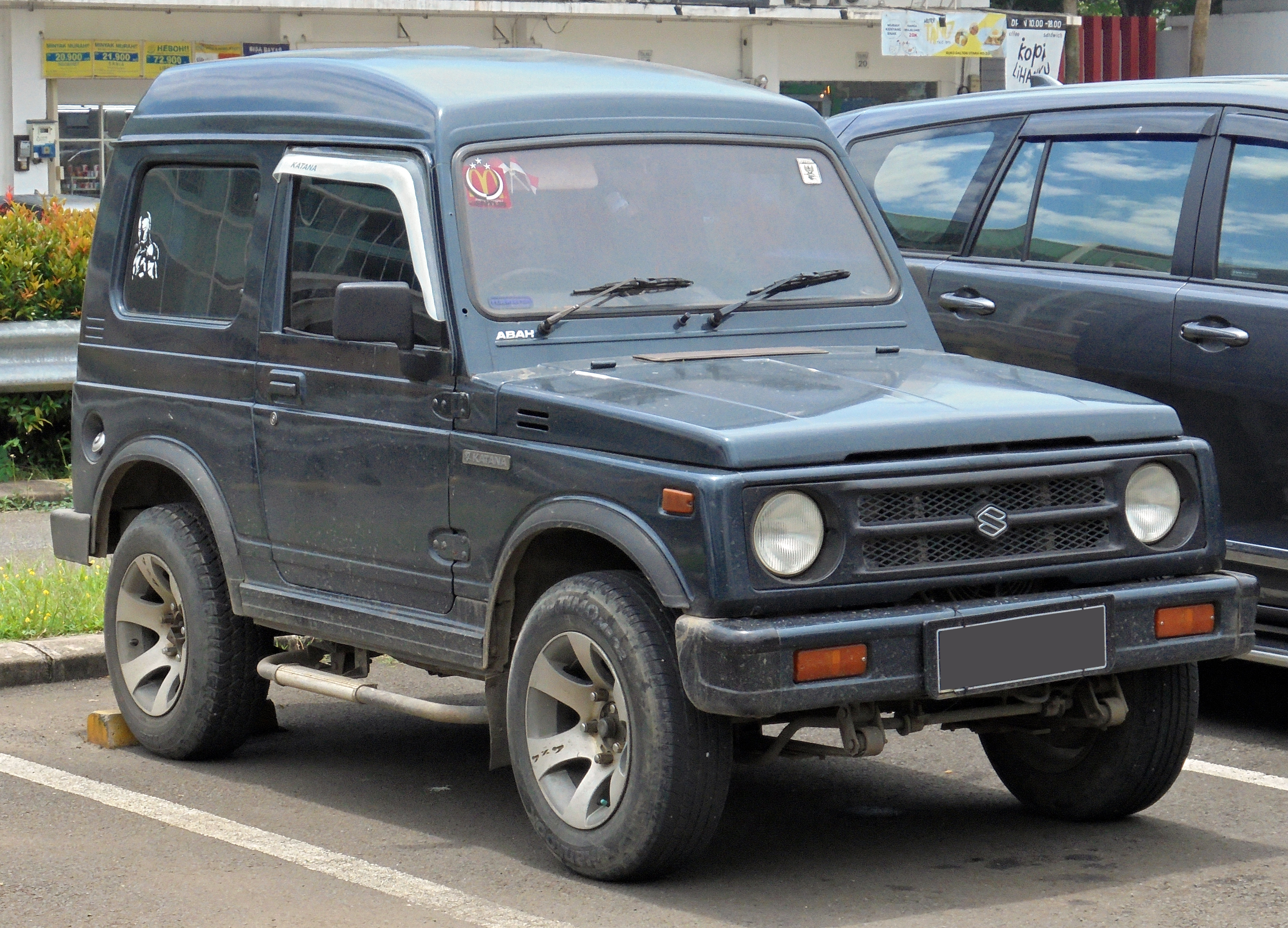
طراز السوق الإندونيسي المحسن "سوزوكي كاتانا" والذي تم بناؤه بواسطة سوزوكي إندوموبيل موتور حتّى عام 2005

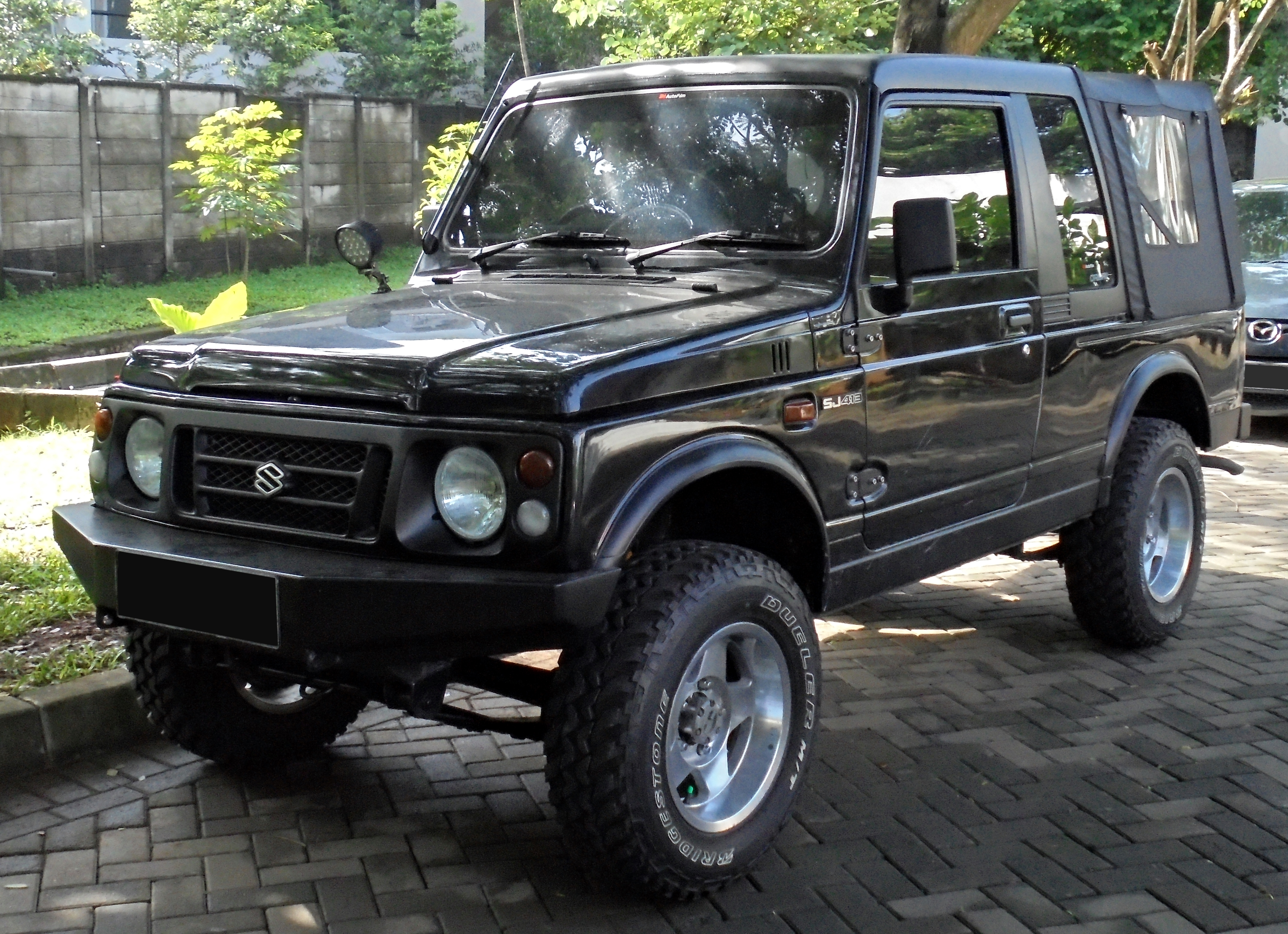
سوزوكي جيمني كاريبيان

تمَّ تجميع إس جي 410 أيضًا في إندونيسيا بواسطة سوزوكي إندوموبيل موتور (بالإنجليزية: Suzuki Indomobil Motor) وتمَّ تسويقه بأسماء مختلفة، حيثُ تمَّ تسويق النسخة الأصليَّة باسمِ جيمني استمرارًا لجيمني LJ السابق، وتمَّ تسويق طراز القماش الناعم بأعداد صغيرة إلى حدٍ ما من عام 1983 حتّى أواخر عام 1985 باسمِ جيمني سييرا. وفي أواخر الثمانينات بعدَ فرض ضرائب عالية على مركبات الدفع الرباعي، قدمت سوزوكي نسخة 4x2 باسمِ كاتانا (بالإنجليزية: Katana) وكانت عبارة عن عربات ذات أسقف منخفضة ومعدنية الهيكل وتمَّ بناؤها حتّى عام 1984، وفي 1984 وصل الطراز ذو السقف العالي والذّي استمر حتّى عام 1988 تقريبًا، وكان لدى «كاتانا» سقف أعلى من جيمني، وفي وقتٍ لاحقٍ تمَّ بيع موديلات 1.3 لتر بأعداد صغيرة باسمِ «جيمني ساموراي».
اعتبارًا من عام 1989 تلقى «كاتاناس الإندونيسي» و«جيمنيز» مصابيح أمامية مربعة، واُستخدمت كاتانا ذات الدفع الخلفي كأساس لسيارة إندونيسية مصممة على طراز ثلاثينيّات القرن العشرين تُسمى «مارفيا كلاسيك» (بالإنجليزية: Marvia Classic)‏. وفي عام 2005 قدمت سوزوكي سيارة بيك آب (بالإنجليزية: SJ413 Caribian spacecab) وتمَّ استيرادها من تايلاند حتّى عام 2007. انتهى إنتاج الجيل الثاني من جيمني وكاتانا في إندونيسيا في عام 2005.

### ماروتي جبزي
لم يكن SJ-410 الهندي متوفرًا سوى في إصدار قاعدة العجلات الطويلة، فيمَا لا يزال جبزي قيد الإنتاج لسوق شبه القارة الهندية، ولا يزال «ماروتي جبزي كنج» ينتج في الهند عبر ماروتي سوزوكي بِاستخدام الصمام 16، وقد أثبتت جبزي شعبيتها لدى القوات المسلَّحة الهنديَّة ووحدات الشرطة.

### فارم ووركر 4x4
في عام 2013 أعادت «سوزوكي نيوزيلندا» تقديم سلسلة سوزوكي SJ في نيوزيلندا بشارة «سوزوكي فارم ووركر 4x4» (بالإنجليزية: Farm Worker 4x4)،‏  ويُمكن رؤية شارة ماروتي سوزوكي بوضوح في وسط شبكة المبرد، وهي في الواقع سوزوكي ماروتي «جبزي كنج MG413W» تعمل بمحرك «جي 13 بي بي» سعة 1.3 لتر ذو 16 صمامًا، ينتج 80 حصان (60 كـو) عند 6000 دورة في الدقيقة وعزم دوران 103 نيوتن لكل متر (76 رطل·قدم) عند 4500 دورة في الدقيقة بخمس سرعات.
يتوفر فارم ووركر بأربعة أنماط مختلفة قليلاً، اثنان بهما نافذة خلفية وحاجز من الألياف الزجاجية، واثنان بهما أسقف من القماش معَ زجاج أمامي قابل للطي، وكلها تعتمد على منصة lwb وتُوفر حمولة قصوى تبلغ 500 كلغ. كما يوحي اسمها فإنَّ «عامل المزرعة» مخصص للعمل في المزرعة فقط ولا يُمكن تسجيله على الطريق نظرًا لأنّ السيارة لا تلبي لوائح الحماية من التصادم الحاليَّة على الرغم من أنَّها تأتي معَ أحزمة أمان للمقعدين الأماميين.

### إس جيه 413 / ساموراي
في عام 1984 تمَّ تجديد SJ بإطلاق إس جي 413 (كود الموديل الداخليّ JA51). تضَّمنت محرك إس جي 413 بسعة 1.3 لترًا رباعي الأسطوانات، وناقل حركة يدوي 5 سرعات ومكابح كهربائية، كما أُعِيدَ تصميم الهيكل وداخل السيارة معَ لوحة عدادات ومقاعد وشبكة جديدة. وقد ظل إس جي 410 قيد الإنتاج للعديد من الأسواق الأُخرى بالمواصفات القديمة، وبعد تقديم سوزوكي فيتارا عام 1988 انتهت مبيعات «جيمني 1300» في اليابان، وعاد النموذج إلى السوق اليابانيّة في مايو 1993 بعدَ تحديث شامل.
كانَ إس جي 413 لَهُ نفس عرض المسار مثل إس جي 410، ونظرًا لأنّ هذين الطرازين من السيَّارات كانا عرضة نسبيًا للانقلاب، فقد قدمت سوزوكي إصدارًا أوسع من إس جي 413 حوالي عام 1988، معَ اتساع مسارها بمقدار 10 سم. وأعطى المسار الأوسع السيارة مزيدًا من الاستقرار، وتلقت هذه النسخة الأوسع لوحة اسم «ساموراي»، وكان الفرق في العرضُ هو الأخْتِلَافُ الرئيسيّ الوحيد بين إس جي 413 وساموراي، بصرف النظر عن بعض التغييراتِ التجميليَّة الطفيفة في الداخل والخارج.
تمَّ إنتاج ساموراي بقاعدة عجلات طويلة (LWB) لأسواق معينة ولكنَّ بثلاثة أبواب، فيمَا لا يزال إصدار LWB هذا يحتوي على مقعدين خلفيين فقط، وكانت مساحة أرجل الركاب الخلفية هي نفسها الموجُودة في إصدار SWB القياسي، وقد أثر طول السيارة الممتد فقط على مساحة صندوق الأمتعة خلف المقاعد الخلفية، وَالتي كانت أكبر بكثير في إصدار LWB.

#### سوق أمريكا الشماليَّة
تمَّ تقديم «سلسلة إس جي ساموراي» إلى الولايات المتَّحدة (بورتوريكو (SJ-410) وكندا في وقتٍ سابق) في عام 1985 إلى عام 1986، وكان سعرها 6200 دولار وفي عامها الأول تمَّ بيع 47000 سيارة، وكان محركها بأربعة أسطوانات وكانت متاحة كسيارة قابلة للتحويل أو سقف صلب، وجاءت بمقاعد خلفية حتّى عام 1994، اكتسبت سوزوكي ساموراي شعبية كبيرة في مجتمع الدفع الرباعي الجاد نظرًا لأدائها الجيد على الطرق الوعرة وموثوقيتها مقارنةً بسيارات الدفع الرباعي الأُخرى في ذلك الوقت، حيثُ تفوقت على جيب رانجلر بمقدار اثنين إلى واحد في عام 1987. ويرجعُ ذلك إلى أنَّها سيارة دفع رباعي مزودة بصندوق نقل ودفع رباعي قابل للتحويل ومدى منخفض، وإن خفة وزنها جعلها مناسبة جداً للطرق الوعرة وأقل عرضة للغرق في أرض أكثر ليونة من المركّبات الثقيلة.
تمت إعادة ضبط طراز ساموراي لعام 1988 من أجل استخدام أفضل على الطريق في الولايات المتحدة، وتضَّمنت هذه المُراجعة إعدادات تعليق أكثر ليونة وقضيبًا أكبر مضادًا للدحرجة لتقليل التفاف الجسم، وأدى الترس الخامس السفلي إلى زيادة عدد دورات المحرك في الدقيقة والقوّة على الطريق السريع، وتحسين لوحة القيادة والمقاعد ممَّا جعل ساموراي أكثر راحة.
تمَّ تقديم محرك رباعي الأسطوانات جديد بسعة 1.3 لتر معَ حقن الوقود بجسم الخانق بـ 66 حصان (49 كيلوواط؛ 67 حصان متري) في سبتمبر 1991. واستُبدلت ساموراي في أسواق كندا والولايات المتَّحدة في عام 1989 بسيارة سوزوكي فيتارا، وحلت محلها في عام 1995.
تمَّ إزالة المقعد الخلفي من طرازي ساموراي 1994 و1995، وأصبحت أحزمة الأمان الخلفية للكتف إلزامية ولم يحتوي قفص التدحرج الجزئي على أحكام التثبيت المطلوبة، وتسببت المبيعات المُنخفضة وتشريعات السلامة الأكثر صرامة إلى انسحاب ساموراي من أسواق كندا والولايات المتَّحدة بعدَ عام 1995.

##### دعوى اتِّحاد المستهلكين
في عام 1988 نشر اتِّحاد المستهلكين مراجعة غير مواتية لجيمني السامورائي في «تقارير المستهلك» حيثُ قالت مجلّة أنَ السامورائي غير آمنة ومعرضة للإنقلاب. وفي عام 1996 بعدَ التحقيق في اِدِّعاءات اتِّحاد المستهلكين رفعت سوزوكي في أمريكا الشماليَّة دعوى قضائيَّة ضدَّ ناشر مجلّة «اتِّحاد المستهلكين (CU)» بتهمة التشهير، أسفرت الدعوى عن تسوية غير حاسمة، حيثُ وافق اتِّحاد المستهلكين على أنَّه «لم يقصد أبدًا الإيحاء بأنَّ ساموراي يتدحرج بسهولة في ظروف القيادة الروتينية.»  وأدلى اتِّحاد المستهلكين وسوزوكي ببيان مشترك قائلين أنَ «اتِّحاد المستهلكين وسوزوكي يختلفان فيمَا يتعلق بصحة اختباراتٍ اتِّحاد المستهلكين وأنَّ سوزوكي تعارض صحّة الاختبارات، بينما يلتزم اتِّحاد المستهلكين ببروتوكول الاختبار والنتائج».

### رانجر كيت كار
طورت شركة ريكمان كارز نسخة بجسم فايبرجلاس من ساموراي تُسمى ريكمان رانجر تعمل بالدفع الخلفي، وتستخدم الأسس الخاصّة بسيارة فورد إسكورت، وقد إنتجت في المملكة المتَّحدة كسيارة كيت كار ولاحقًا في روسيا بواسطة شركة افتوكام ريكمان،  ولاحقًا أنتجت شركة لوماك أكثر من 1000 سيارة. وقد أنتجت «أفتوكام» و«فلتا» حوالي 150 سيارة أخرى. وأفلس مصنع فلتا في عام 2006. وصنعت ريكمان نسخة من السيارة عرفت باسمِ رانشر.

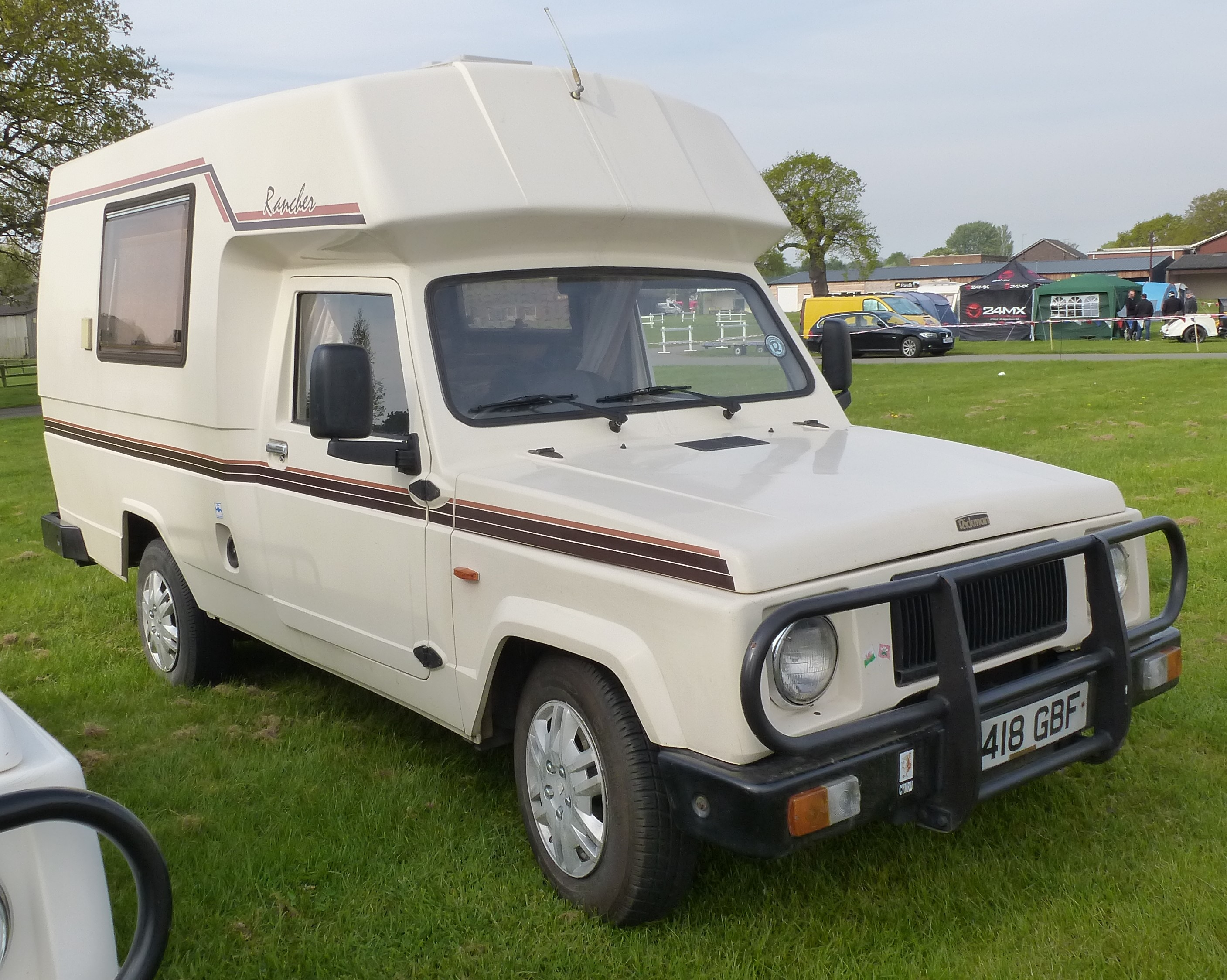
ريكمان رانشر.
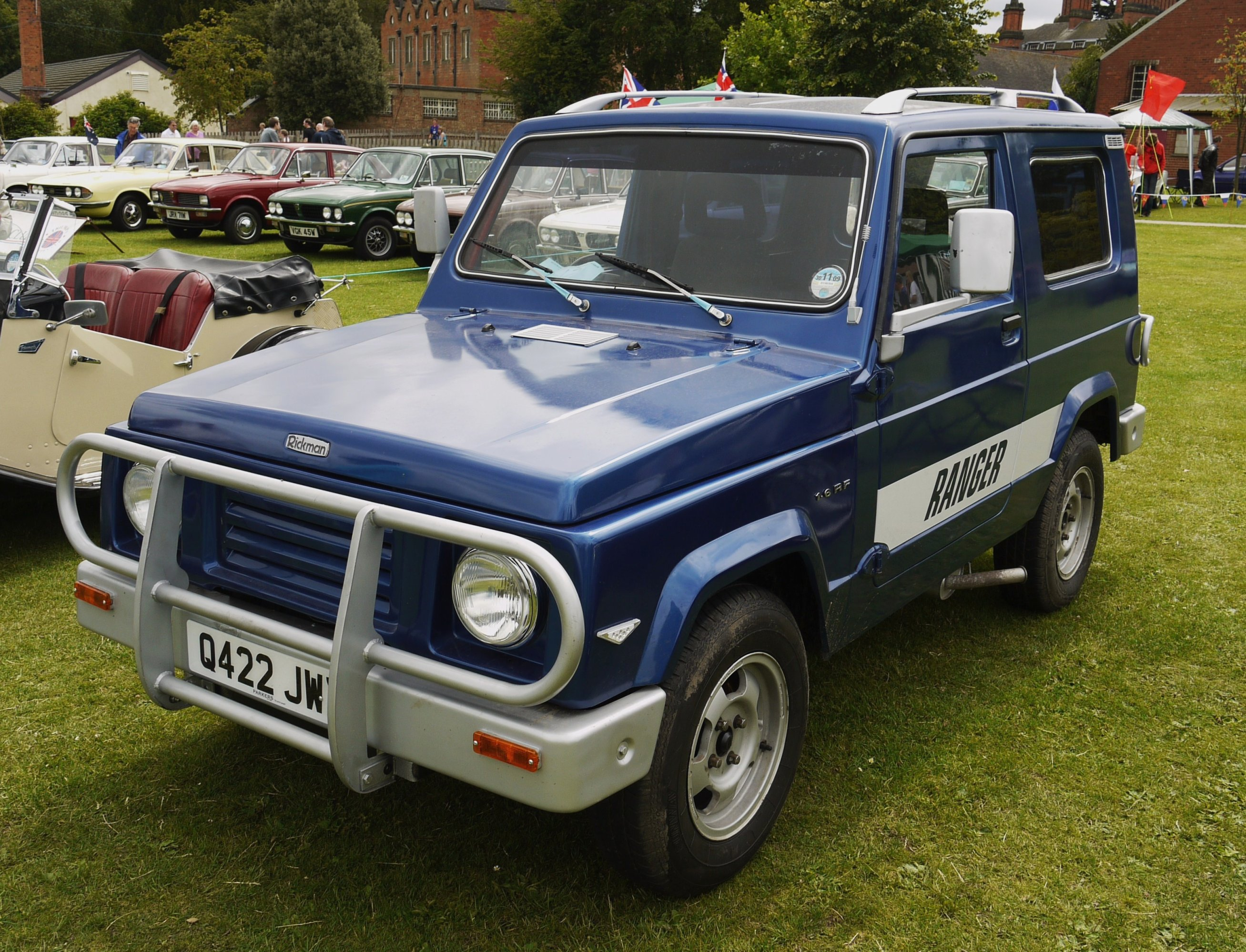
ريكمان رانجر 2160 نسخة بقاعدة عجلات قصيرة
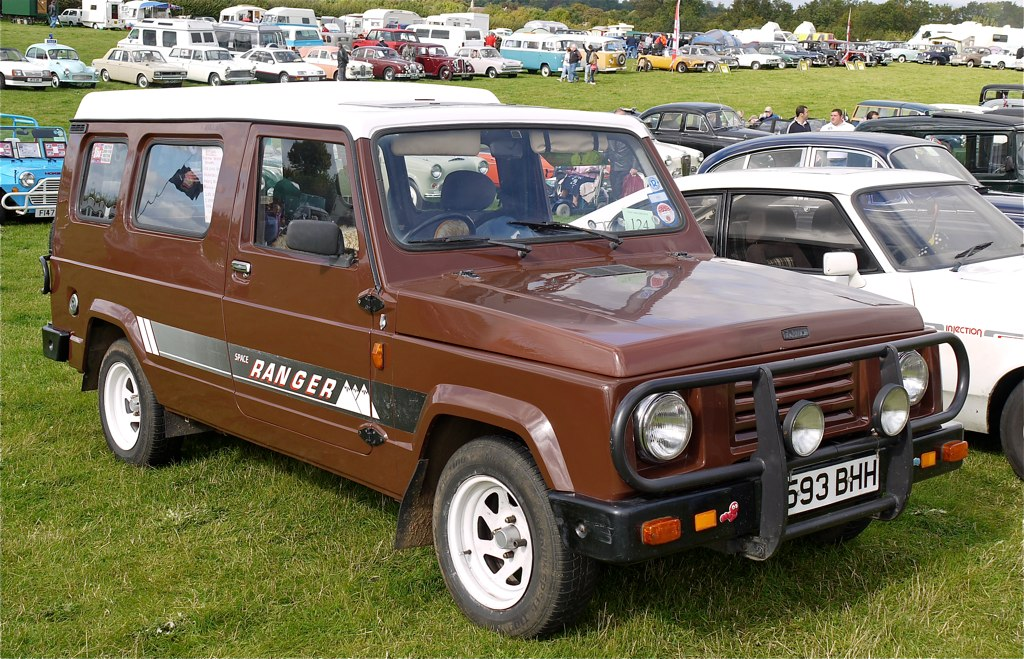
ريكمان سبيس رانجر 2160 إصدار قاعدة عجلات طويلة

#### أسواق أُخرى

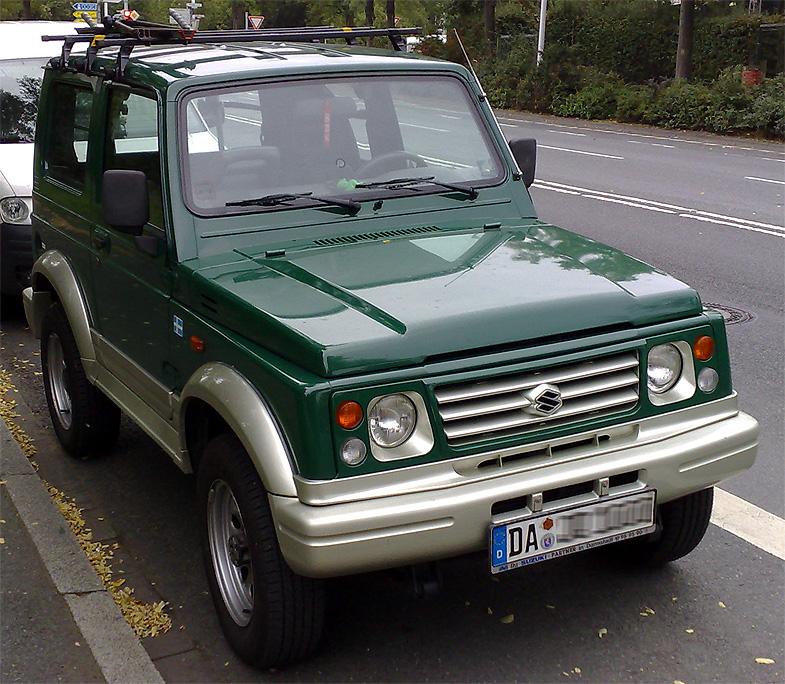
ساموراي الأخير بالمواصفات الأوروبية

كانَ لطراز «إس جي 413/ساموراي» تاريخ طويل في بقية العالم، فتم بيع سيارات JA51 في السوق الأستراليَّة على أنَّها إمَّا سوزوكي سييرا أو هولدن دروفر، في حين أنَ تلك التي بنيت في تايلاند تُسمى سوزوكي كاريبيان، حيثُ يتوفر كاريبيان أيضًا باسمِ «كاريبيان سبورتي» وهي سيارة بيك آب LWB ممتدة فريدة من نوعها.
نظرًا للعقبات التجاريَّة الْمُخْتَلِفَةِ للسيّارات اليابانية، بدأت شركة سانتانا موتور الإسبانيَّة (التي تنتج إس جي 410) الإنتاج المحليّ لطراز إس جي 413 في عام 1986، وكانت SJs المبنية على سانتانا تحتوي على نوابض أكثر ليونة لتحسين القيادة على الطريق، وتصميمات داخلية منسقة بِالألوان معَ المقاعد القماشية والأرضيات المفروشة بالسجاد، وكلّ ذلك لجذب السائقين خارج الطرق الوعرة. وفي عام 1989 تلقت بعض التحديثات البصرية وكذلك الهيكلية وحصلت على لوحة اسم «ساموراي»، ولم يستفد ساموراي المبني على سانتانا من الهيكل المحدث ذو النوابض اللولبية الذي تمَّ تقديمه في حوالي عام 1996، وبدلاً من ذلك تلقى عملية تجميل بشبكة جديدة، ومصدات أكثر خاصَّة بالأسواق الأوروبيَّة والأسواق المجاورة. وفي حوالي عام 1998 طورت سانتانا نسخة تستخدم محرك توربوديزل من نوعِ مجموعة بي أس إيه XUD 9 بسعة 1.9 لتر، ينتج 63 حصان متري (46 كـو؛ 62 حصان). وبسرعة قصوى 130 كم / ساعة (80.8 ميل في الساعة). ثمَّ استبدلت سانتانا «إصدار ديزل ساموراي» بإصدار ديزل آخر في وقتٍ ما في عام 2001، بمحرك رينو F8Q سعة 1.9 لتر غير توربو ديزل، ينتج 64 حصان متري (47 كـو؛ 63 حصان). وأنتجت سانتانا أيضًا إصدار البنزين جنبًا إلى جنب معَ إصدارات الديزل. توقف إنتاج ساموراي الإسبانيّ لكل من البنزين والديزل في أواخر عام 2003.
تمَّ بيع ساموراي في كُولومبيا وفنزويلا باسمِ «شيفروليه ساموراي» حيثُ تمَّ تجميعها في بوغوتا، كولومبيا بواسطة شركة «جنرال موتورز كولموتورز»، بِيعَت باسمِ سوزوكي ساموراي في أسواق أمريكا الجنوبيَّة الأُخرى (الأرجنتين وبوليفيا والبرازيل وتشيلي وبيرو وباراغواي وأوروغواي)، فيمَا لم يتم تقديم نماذج قاعدة العجلات الطويلة في ميركوسور.

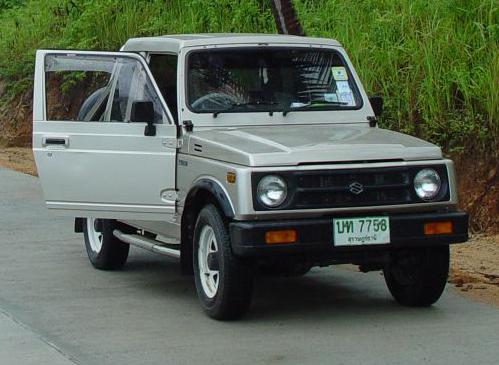
سيارة بيك آب سوزوكي كاريبيان سبورتي ذات كابينة ممتدة تايلاندية صنع

في آسيا تمَّ بيع SJ/ساموراي تحت عدَّة أسماءُ مختلفة، ففي تايلاند كانَ يُطلق عليها سوزوكي كاريبيان، كما حصل السوق التايلاندي على نسخة خاصَّة تُسمى «سوزوكي كاريبيان سبورتي» وهي سيارة بيك آب بكابينة ممتدة معَ مقعد خلفي صغير يناسب الاستِخدام العرضي.

#### رقم قياسي عالمي

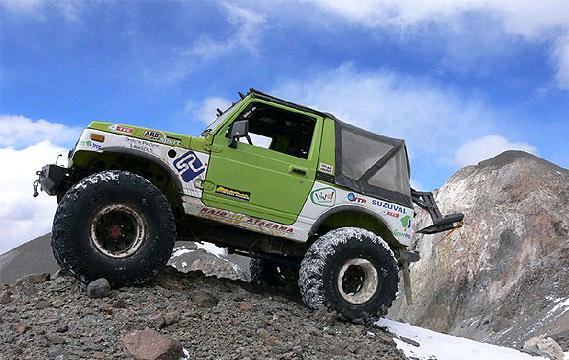
السيارة المعدلة المستخدمة في الرحلة.

في 21 أبريل 2007 قاد الثنائي التشيلي «جونزالو برافو» و«إدواردو كاناليس» سيارتهما المعدلة سوزوكي ساموراي (إس جي 413) فوق أوجوس ديل سالادو إلى ارتفاع 6,688 متر (21,942 قدم) مسجلين رقمًا قياسيًا جديدًا لأعلى ارتفاع حققته مركبة ذات أربع عجلات، متجاوزًا الرقم القياسي السابق البالغ 6,646 متر (21,804 قدم) الذي وضعته سيارة جيب، وقد تمَّ اعتماد هذا الرقم القياسي من قبل موسوعة غينيس للأرقام القياسية في يوليو 2007.
استفاد ساموراي المعني من تغييرات العجلات والإطارات والتعليق، ومحرك G16A رباعي الأسطوانات فائق الشحن، وتُعد هذه المُحاولة الثالثة للفريق الثنائي، بعدَ مواجهة صعوبات الطقس في المُحاولة الأولى، وحريق المحرك في الثانية.
وكان صاحب الرقم القياسي السابق «ماتياس جيسشكي» الذي يقود سيارة جيب رانجلر قد وضع لافتة كتب عليها «موقف سيارات الجيب فقط»، وعثر الفريق التشيلي على اللافتة وقد تطايرت بفعل الرياح القوية، لاحقاً في 13 ديسمبر 2019 استعاد جيسشكي الرقم القياسي بسيارة مرسيدس بنز يونيماج.

### تاريخ كي

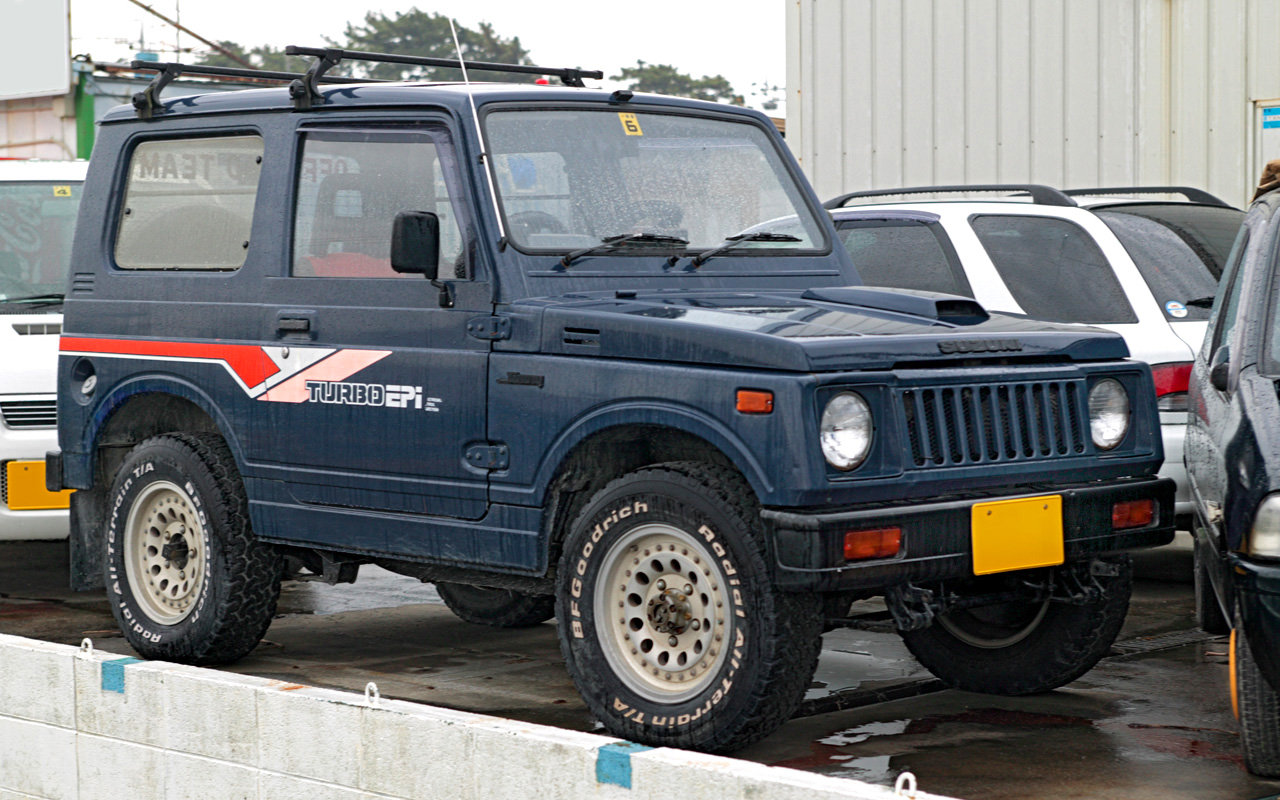
سلسلة سوزوكي جيمني JA71

في يناير 1986 تمَّ تقديم JA71 بمحرك F5A رباعي الأشواط، وشاحن توربيني وحقن الوقود 543 سنتيمتر مكعب (33 بوصة3) وتمَّ تقديم محرك ثلاثي الأسطوانات لِاستكمال محرك إس جي 30 ثنائي الشوط، وقد اُستخدِم التصميم الداخليّ المحدث من جيمني 1300، والذّي تمَّ تقديمه في نفس الوقت إلى إس جي 30. وكانت القوَّة 42 حصان متري (31 كيلوواط؛ 41 كبح حصاني) ‏(JIS الإجمالي)، على الرغم من زيادتها إلى 52 حصان متري (38 كيلوواط؛ 51 كبح حصاني) ‏(JIS Net) في عملية شد وجَّه السيارة في نوفمبر 1987 عن طريق إضافة مبرد داخلي. واستمر تقديم المحرك غير المبرد في نسخة فان الأقل مواصفات، وانخفضت الطاقة المزعومة إلى 38 حصان متري (28 كيلوواط؛ 37 كبح حصاني) حيثُ تمَّ تحويل التصنيفات من الإجمالي إلى الصافي. وفي الوقت نفسه تمت إضافة نسخة ذات سقف مرتفع زجاجي (سقف بانورامي).

#### عصر 660 سي سي
تمَّ استبدال JA71 في مارس 1990 بـ JA11 الجديد معَ سريان لوائح فئة «كي» الجديدة، معَ 657 سي سي في العرضُ فإنَّ محرك F6A المشابه بخلاف ذلك يأتي فقط معَ مبرد داخلي و55 حصان متري (40 كيلوواط؛ 54 كبح حصاني). وتمَّ تقديم شاحنة نفعية (HA) بِالإضافة إلى إصدارات أكثر فخامة من السقف الثابت والسيارة المكشوفة وفتحة السقف (HC، CC، EC). تمت ترقية نظام التعليق أيضًا في حين أنَ طول المصد الأمامي يسمح بتركيب مصابيح الضباب أمام الشبكة بدلاً من تركيبها في الشبكة، وفي يونيو 1991 تمَّ زيادة الطاقة إلى 58 حصان متري (43 كيلوواط؛ 57 كبح حصاني) وبعد عام أصبح كلّ من التوجيه المعزز وناقل الحركة الأوتوماتيكي متاحين لأول مرة. وكانت السرعة القصوى لهذا الإصدار كانت 120 كيلومتر في الساعة (75 ميل/س). وفي فبراير 1995 زادت القوَّة إلى 64 حصان متري (47 كيلوواط؛ 63 كبح حصاني) لكنّ إنتاج JA11 انتهى بعدَ تسعة أشهر فقط معَ إدخال الزنبرك الحلزوني JA12 / 22.

### الطراز الزنبركي اللولبي
استمر بيع «ساموراي» خارج الولايات المتَّحدة وأشير إلى الإصدار الأحدث باسمِ "Coily" معَ تحديث جوهري في نوفمبر 1995، وشمل ذلك نظام تعليق «زنبركي لولبي» وعلى الرغم من الاحتفاظ بكل المحاور الحية، تمَّ إعادة تصميم بقية السيارة بمقاعد جديدة ولوحة القيادة وعجلة القيادة والأبواب والشبكة الأمامية.
كانَ هُناك ثلاثة نماذج من كويل سبرنج ساموراي
- JA12 بمحرك F6A ‏657 سنتيمتر مكعب (40 بوصة3) ثلاثي الأسطوانات من JA11.
- JA22 بمحرك K6A حديث أكثر قوة.
- JB32 بمحرك «جي 13 بي بي» 16v 85 حصان (63 كـو) ‏1.3 لتر (79 بوصة3) وهذا الطراز أعرض وأطول قليلاً من الطرازين الآخرين، بسببِ وجود مصدات ورفارف أكبر، ويُحمل هذا النموذج أيضًا التسمية إس جي 80، وكان هذا هو النموذج الذي شوهد في مُعظم أسواق التصدير، على الرغم من أنَّه في الخارج كانَ مزودًا عادةً بثمانية صمامات ومحرك «جي 13 بي أيه» 70 حصان (52 كـو).

ملاحظات إضافية:
- من أجل الالتِزَامِ بلوائح «كي» جيدوشا كانَ الإنتاج المزعوم 64 حصان (48 كـو) لكلا المحرّكات المُستخدمة في JA12 وJA22.
- لم يتم إنتاج أي كويل سبرنج ساموراي في إصدار قاعدة عجلات طويلة، ولكنَّ تمَّ إنتاج بعضها بسقف مرتفع وقمة ناعمة أو مفتوحة.
- تمَّ بيع JB32 في أوروبا فقط خِلال عاميّ 1997 و1998 وهو نادر جدًا في أوروبا معَ توفر قطع الغيار الخاصّة بطراز JB32 التي تكاد تكون معدومة في الأسواق الأوروبيَّة المحلية.

لم يتم تبديل جميع مصانع الإنتاج لإنتاج «ساموراي»، ومن أبرز الأمثلة مصنع سوزوكي ماروتي في الهند الذي لا يزال ينتج إس جي 410 الأصليّ حتّى عام 2020، ومصنع سانتانا في إسبانيا الذي استمر في إنتاج ساموراي ذات الأوراق المنتفخة حتّى عام 2004، بينما حل الجيل الثالث من جيمني محل جيمني/سامورائي في مُعظم الأسواق بعدَ عام 1998، إلَّا أنَّه لا يزال قيد الإنتاج في الهند.

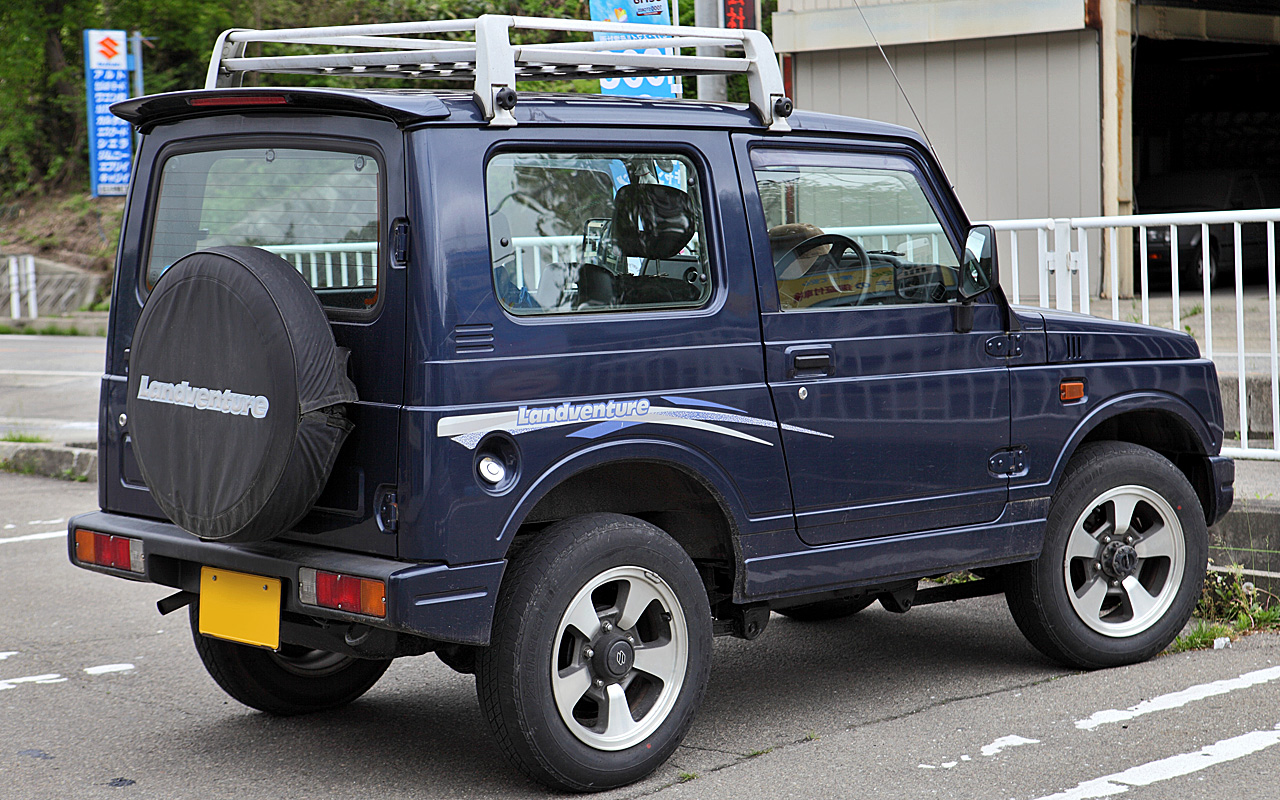
سوزوكي جيمني Landventure توربو، سلسلة JA22W

## الجيل الثالث (1998)
في معرض طوكيو للسيّارات عام 1997، قدمت سوزوكي جيمني الجديدة كليًا بتصميم أكثر حداثة. وهيكل سيارة على نسبة مزدوجة، على عكس الكثير من سيارات الدفع الرباعي المُنافسة المدمجة التي تفتقر إلى مجموعة منخفضة.
تمَّ توفير نسختان في أسواق التصدير: بسطح صلب قياسي وسطح علوي قماشي قدمت في معرض برشلونة للسيّارات في مايو 1999 وتمَّ صنعها فقط بواسطة سانتانا في إسبانيا بين عاميّ 1999 و2009. حل هذا الطراز محل طراز «سييرا/سامورائي» الشهير في مُعظم الأسواق، وكان التقديم الأوروبيّ في باريس في 1998،  على الرغم من أنَ سابقتها لا تزال محدودة الإنتاج في بعض الأماكن. وتمَّ تقديمها للسوق المحليّ بمحرك K6A بسعة 660 سي سي مناسب لفئة «كي»، وتُعد جيدوشا المسؤولة عن مُعظم مبيعات جيمني.

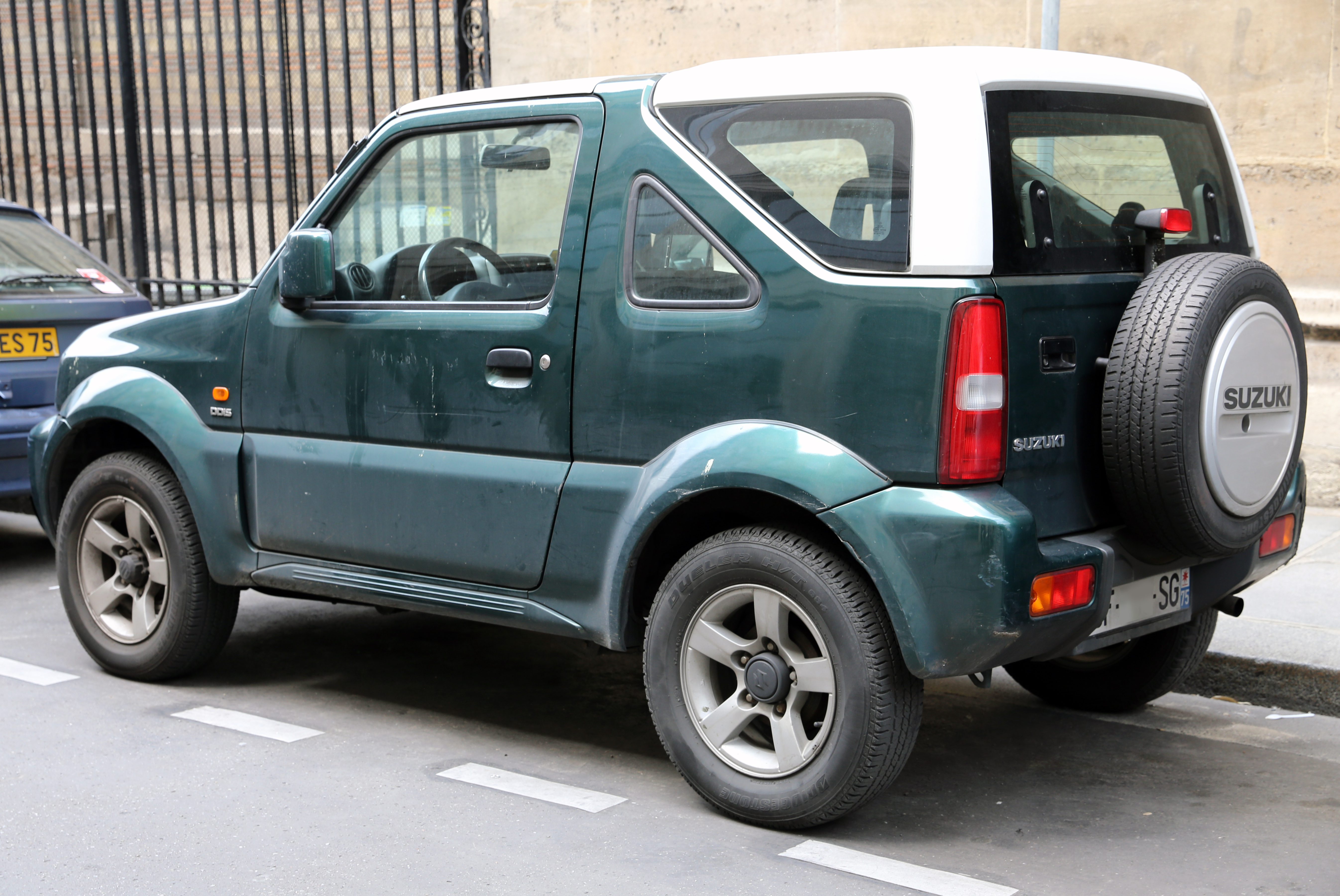
تم بناء جيمني Canvas-Top في إسبانيا من 1999 إلى 2009.

تمَّ تجهيز جيمني أكبر بسعة 1.3 لتر بمحرك «جي 13 بي بي» المُستخدم أيضًا في JB32. وتمَّ استبدال محرك «جي 13 بي بي» في اليابان في يناير 2000 بمحرك VVT ‏ M ذو 16 صمامًا مصمم حديثًا،  وبِالنسبة للسوق الأوروبيَّة القارية، تمتلك سيارات الديزل حصّة كبيرة في السوق ففي عام 2004 تمَّ تقديم محرك التوربوديزل جيمني JB53 الذي صنعته سانتانا بِاستخدام محرك رينو، وكانت القوَّة في الأصل 65 حصان (48 كـو) وتمَّت زيادتها إلى 86 حصان (64 كـو) في عام 2005، كما هو الحال في إصدارات البنزين. في عام 2011 تمَّ إيقاف إنتاجه ولم يكن متاحًا في بريطانيًا وأيرلندا.
تحتوي جيمني على نظام دفع رباعي جزئي يتم التحكم فيهِ بواسطة ثلاثة أزرار للوحة القيادة: دفع ثنائي ودفع رباعي ودفع رباعي-L، والنظام الافتراضي هو دفع ثنائي حيثُ تشغيل العجلات الخلفية. وعندما يتم تشغيل الدفع الرباعي تعمل العجلات الأماميّة في حالة ترس عالي، فيمَا يشغّل دفع رباعي-L جميع العجلات بنسبة تروس أقل، نظرًا لكونه دفع رباعي جزئي، ولا يوجد تفاضل مركزي أو اقتران لزج للسماح بالاختلافات في السرعة بين العجلات الأماميّة والخلفية، لذا فإنَّ وضع الدفع الثنائي فقط يعمل جيدًا على الرصيف الجاف. وفي اليابان تمَّ إحياء اسم «سييرا» في يناير 2002 عندما بدأَ بيع جيمني بسعة 1.3 لتر باسمِ «جيمني سييرا» بدلاً من «جيمني وايد».
تسمح محاور القفل الفراغي في جيمني بالتحويل من دفع ثنائي إلى دفع رباعي أثناء السفر بسرعة تصل إلى 100 كم/ساعة (62 ميل في الساعة)، ويتطلّب التحول إلى المدى المنخفض إيقاف السيارة. وتتمتَّع جيمنيز الأحدث بالدفع الرباعي القابل للتحديد بضغط الزر الإلكتروني، والذّي يتطلب إيقاف السيارة معَ الضغط على القابض ونقل الحركة في الوضع المحايد لتحديد المدى المنخفض.
تتمتع جيمني بنوافذ كبيرة توفر رؤية ممتازة، بصرف النظر عن النقطة العمياء الخطيرة التي يسببها العمود "B" الضخم، كما أنَ كمية الزجاج الكبيرة تزيد من تأثير الاحتباس الحراري ويأتي جيمني بمعيار تكييف الهواء في بعض المناطق.
يأتي كلًا الإصدارين السقف الثابت والسقف القماشي في أوروبا بمواصفات JX وJLX، وهي تسميات قياسية إلى حدٍ ما عبر مجموعة سوزوكي للطرق الوعرة، معَ كون JLX الإصدار «الفاخر» بالكامل. وفي حالة جيمني تضيف JLX قضبان سقف، وتوجيه معزز، ونوافذ كهربائية، ومرايا خارجية قابلة للتعديل كهربائياً، والعديد من تحسينات الراحة الداخلية. ويتوفر كلًا الطرازين معَ ناقل حركة يدوي بخمس سرعات أو ناقل حركة أوتوماتيكي رباعي السرعات. خيار الدفع الثنائي متاح فقط كدليل بخمس سرعات.

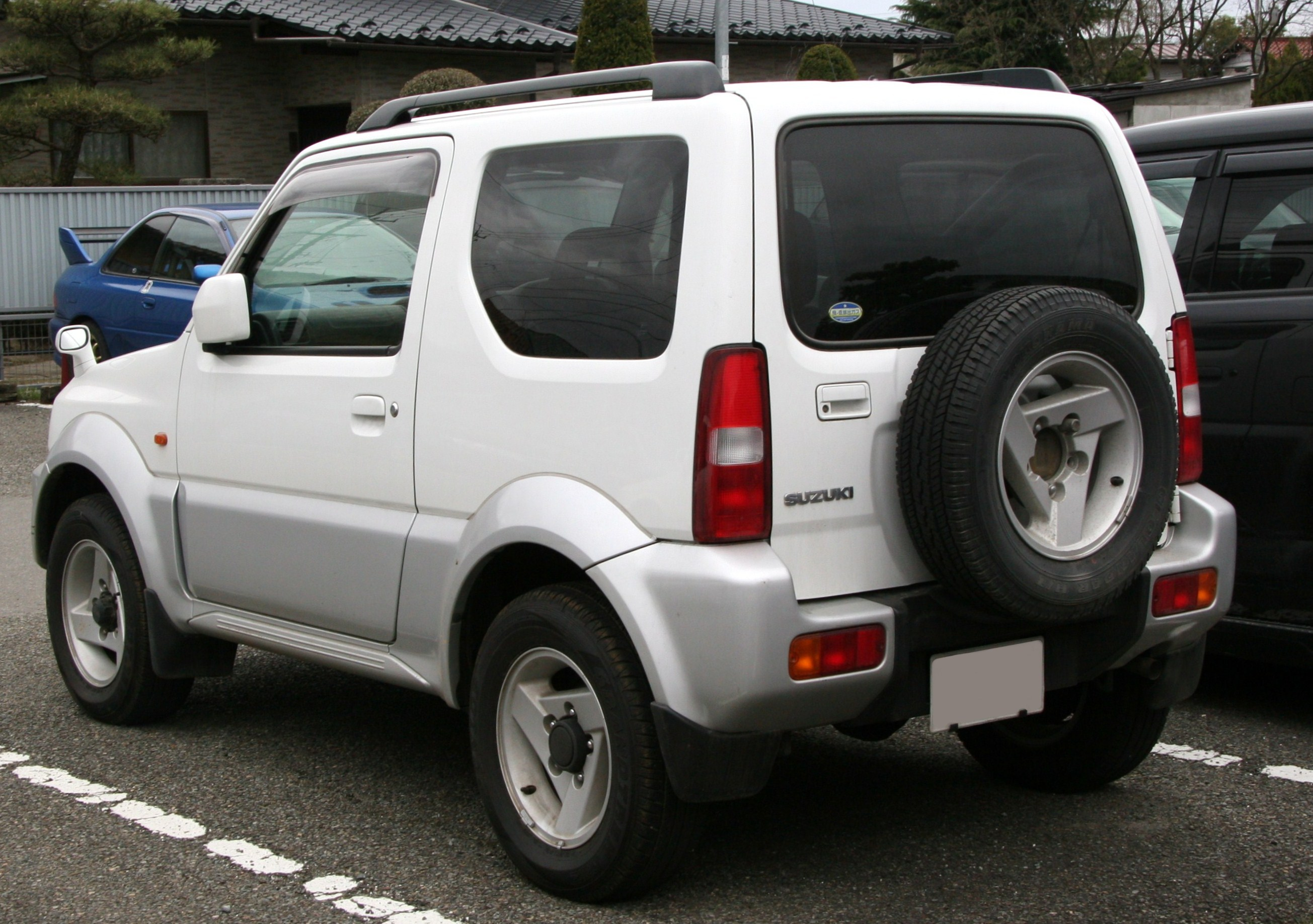
سوزوكي جيمني سييرا

في عام 2009 أنهت سانتانا موتور اسبانيا اتفاقها معَ سوزوكي لصنع نسخة السقف القماشي وَالتي لم تكن متوفرة منذُ ذلك الحين، وفي عام 2011 أفلست شركة سانتانا موتور، وبدأت مجموعة سوزوكي راموس البرازيلية التي كانت تصنع سيارات ميتسوبيشي في تصنيع سوزوكي جيمني في عام 2012 في البرازيل لتعويض فقدان القدرة الإنتاجيَّة من سانتانا موتور. ولا يُعرف ما إذا كانَ سيتم تصنيع إصدار السقف القماشي في البرازيل أيضًا.
كما هو الحال في اليابان، تحمل جيمنيز في أُستراليا اسم جيمني سييرا منذُ عام 2007، ويرجعُ ذلك إلى حدٍ كبير إلى أنَ اسم سييرا أصبح مرادفًا للمركّبات الصغيرة والقادرة على الطرق الوعرة. ومنذ عام 1999 قامت جنرال موتورز Colmotores بتجميع 79 حصان (59 كـو) سعة 1.3 لتر JB33 باسمِ «شيفروليه جيمني» في بوغوتا، كولومبيا. وتتاح جيمني أيضًا كاستيراد مواز في سنغافورة.

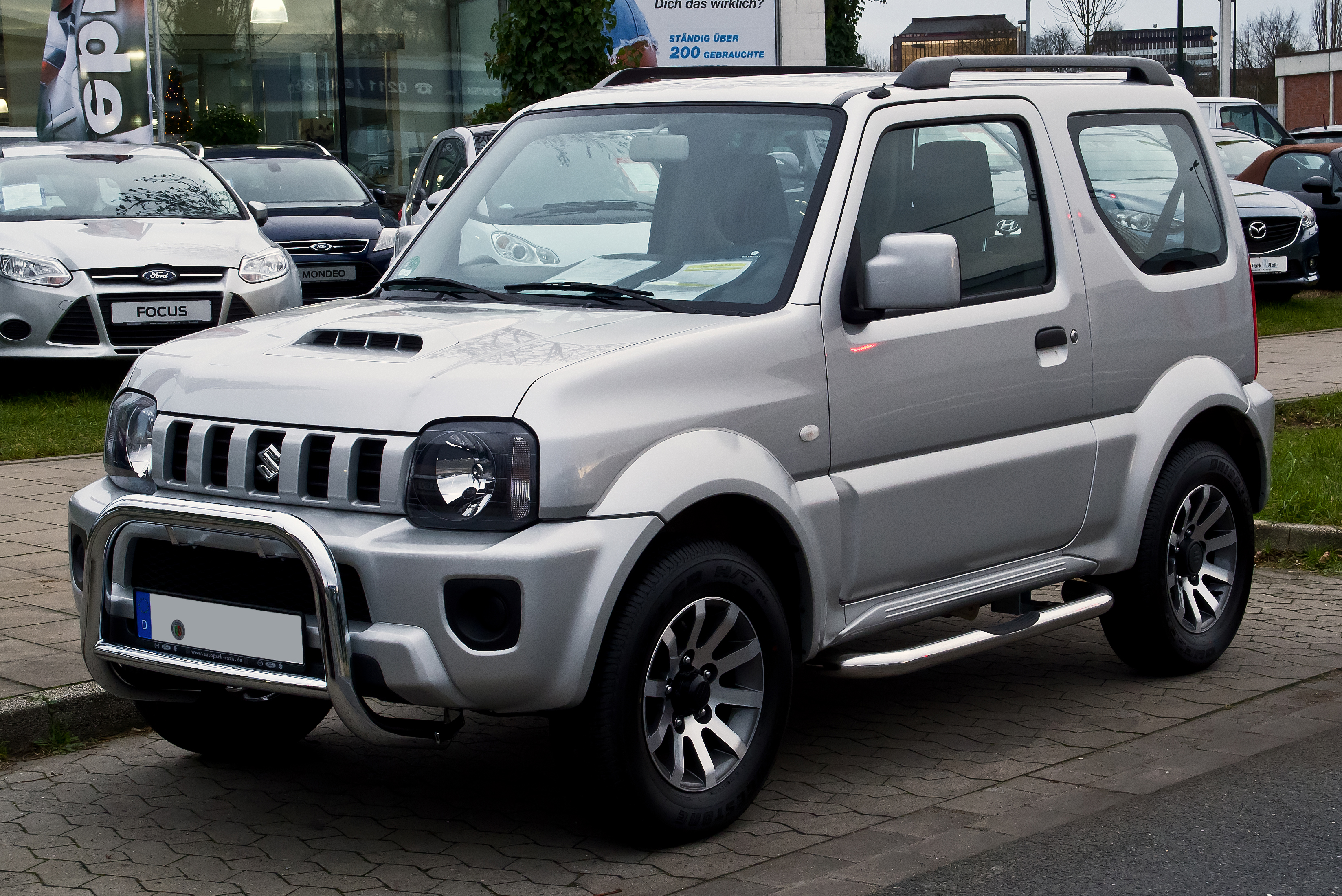
جيمني ما بعد 2012

في عام 2012 تلقت جيمني عملية تجميل أمامية، ممَّا منحها شبكة أكثر زاوية ومصدًا أماميًا، بما في ذلك مغرفة غطاء محرك السيارة. وبِالنسبة للسوق الإندونيسيّ أطلق جيمني المحسّن في معرض جايكيندو إندونيسيا الدوليّ الخامس والعِشرين للسيّارات في 10 أغسطس 2017، وتمَّ بيع 88 وحدة حصريًا لفترة محدودة فقط.
توقف إنتاج الجيل الثالث في عام 2018 بعدَ 20 عامًا من الإنتاج حيثُ أُعِيدَ تجهيز سوزوكي استعدادًا لإطلاق الجيل الرابع في أواخر عام 2018.

### مازدا أيه زد-أوفرود

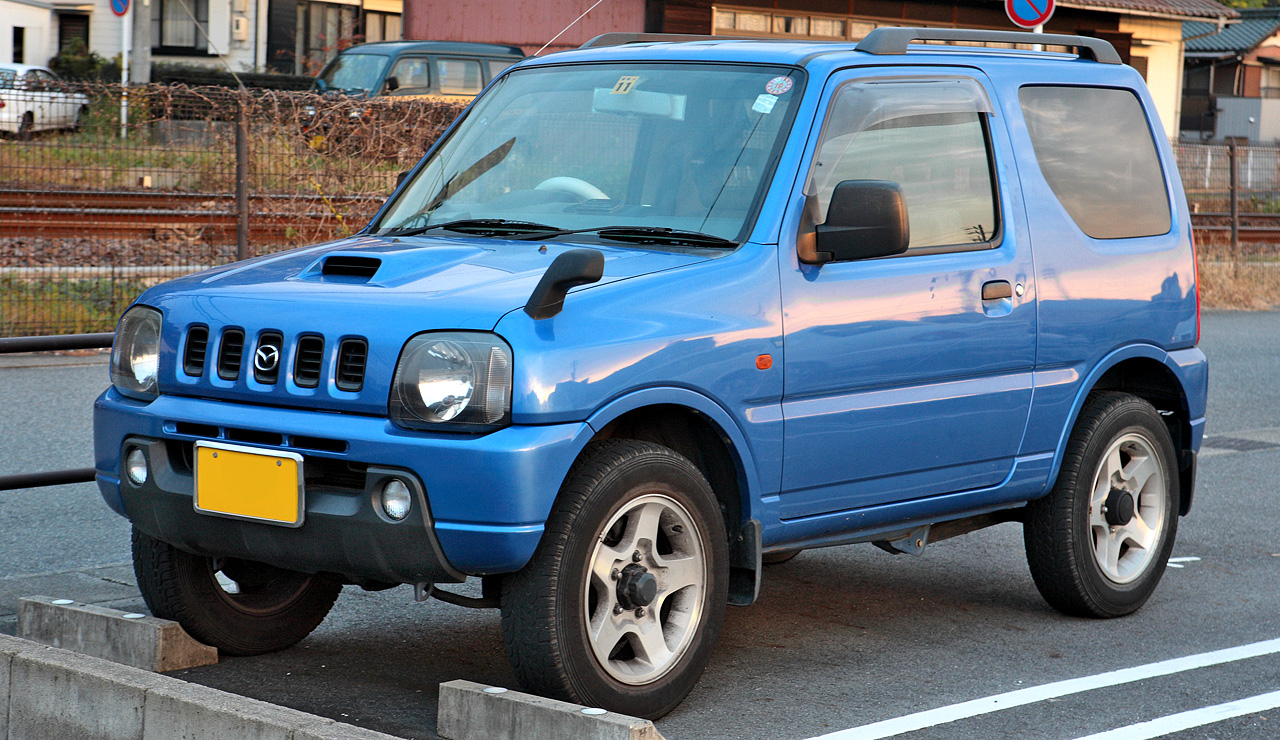
مازدا AZ- الطرق الوعرة

قدمت سوزوكي سيارة للطرق الوعرة «مازدا أيه زد-أوفرود» (بالإنجليزية: Mazda AZ-Offroad) في أكتوبر 1998، وكانت عبارة عن جيمني أُعيد تعديلها بشكلٍ كامل، وهي مزودة بمحرك DOHC بشاحن توربيني بإزاحة 660 سي سي ينتج 64 حصان متري (47 كيلوواط؛ 63 كبح حصاني). ويتوفر نظام الدفع الرباعي اليدوي بشكلٍ قياسي معَ محاور أمامية ذات قفل تلقائي ونطاق منخفض، في حين أنَ ناقل الحركة الأوتوماتيكي اختياري.

## الجيل الرابع (2018)
أطلق الجيل الرابع من جيمني وجيمني سيرا في اليابان في 5 يوليو 2018،  بتصميم يذكرنا بأجيال LJ وجيمني SJ السابقة. وقد بدأَ إنتاجها في اليابان في 29 مايو 2018 في مصنع سوزوكي كوساي.
تمَّ سحب جيمني من البيع في الأسواق الأوروبيَّة في عام 2020، نظرًا لارتفاع انبعاثات ثاني أكسيد الكربون وتشديد معايير الانبعاثات في الاتحاد الأوروبي، ليتم إعادة تقديمها في عام 2021 كمركبة تجاريَّة (بدون مقاعد خلفية معَ قسم يفصل مساحة الأمتعة عن المقاعد الأمامية)، وبِالتالي تخضع لحدود انبعاثات أقل صرامة.
تمَّ تقديم جيمني إلى السوق المكسيكيَّة في 12 نوفمبر 2020. بطراز GLX اليدوي والآلي، بِالألوان الأبيض والأسود والرمادي والأخضر، وفي البداية سيتم بيع 1000 وحدة فقط، ويُمكن حجزها جميعًا على الموقع الإلكترونيّ الرسمي، وبعد ثلاثة أيام من إطلاقها، باعت جيمني جميع وحداتها البالغ عددها 1000 وحدة، على الرغم من أنَّه من المتوقع بيع المزيد من الوحدات.

### التصميم
يستخدم تصميم الهيكل إطار سلم وتعليق محور صلب «ثلاثي الوصلات» معَ «زنبرك لولبي» و«دفع رباعي» جزئي معَ ترس نقل منخفض المدى، يتم تسويقه باسمِ "ALLGRIP PRO" وتشمل خيارات النقل ناقل حركة يدوي بخمس سرعات وأوتوماتيكي بأربع سرعات.
يستخدم التصميم الخارجي أعمدة A منتصبة وغطاء محرك صدفي مسطح، وخطوط نافذة للسائق والراكب تنخفض في المقدمة لتوسيع الرؤية، وشبكة سوداء بسيطة معَ مصابيح أمامية مستديرة، وقضبان تقطر من حافة السقف، وتمديدات بارزة في قوس العجلات. ويُمكن توسيع مساحة الأمتعة الخلفية الداخليَّة من خِلال طي المقاعد الخلفية المزدوجة، ممَّا يوفر مساحة للأمتعة تبلغ 377 لترًا بأرضية مسطحة، وخمسة فتحات لولبية متعددة الاستخدامات وأربعة مثبتات للأمتعة. ويشمل التصميم زاوية اقتراب تبلغ 37 درجة وزاوية كسرِ منحدر تبلغ 28 درجة وزاوية انطلاق 49 درجة.
يشمل جيمني سلسلة من ميزات الأمان، يتم تسويقها بواسطة سوزوكي باسمِ "Suzuki Safety Support" حيثُ يحدد «نظام دعم الفرامل بمستشعر مزدوج (DSBS)» ما إذا كانَ هُناك خطر حدوث تصادم أمامي ويصدرُ تحذيرًا صوتيًا ومرئيًا، أو يزيد من قوة الكبح، أو يستخدم الفرملة التلقائيَّة لتجنب الاصطدام أو تقليل الضرر، وتشمل الوظائف الأُخرى تحذير مغادرة المسار ووظيفة تنبيه النسيج ومساعدة الضوء العالي، وَالتي تقوم تلقائيًا بتبديل الضوء العالي والمنخفض.

### المحرّكات
لدى جيمني محرك بنزين R06A بسعة 660 سي سي بثلاث أسطوانات، وشاحن توربيني، وأما النسخة العريضة «جيمني سييرا» فجائت بمحرك K15B 1.5 بنزين مطور حديثًا بأربع أسطوانات وسحب هواء طبيعي (75 كيلوواط (100.5 حصان) عند 6000 دورة في الدقيقة، 138 نيوتن متر عند 4400 دورة في الدقيقة).

### جنوب شرق آسيا
تمَّ عرض الجيل الرابع من جيمني في إندونيسيا في معرض جايكيندو إندونيسيا الدوليّ السادس والعِشرين للسيّارات في أغسطس 2018، وفي معرض إندونيسيا الدوليّ السابع والعِشرين للسيّارات من أبريل إلى مايو 2019، وتمَّ عرضها في معرض جايكيندو إندونيسيا الدوليّ السابع والعِشرين للسيّارات في 18 يوليو 2019. كُشف عنها أيضًا في PIMS 2018 للسوق الفلبينية،  وتمَّ عرض جيمني في معرض بانكوك الدوليّ الأربعين للسيّارات في 26 مارس 2019 للسوق التايلاندي.

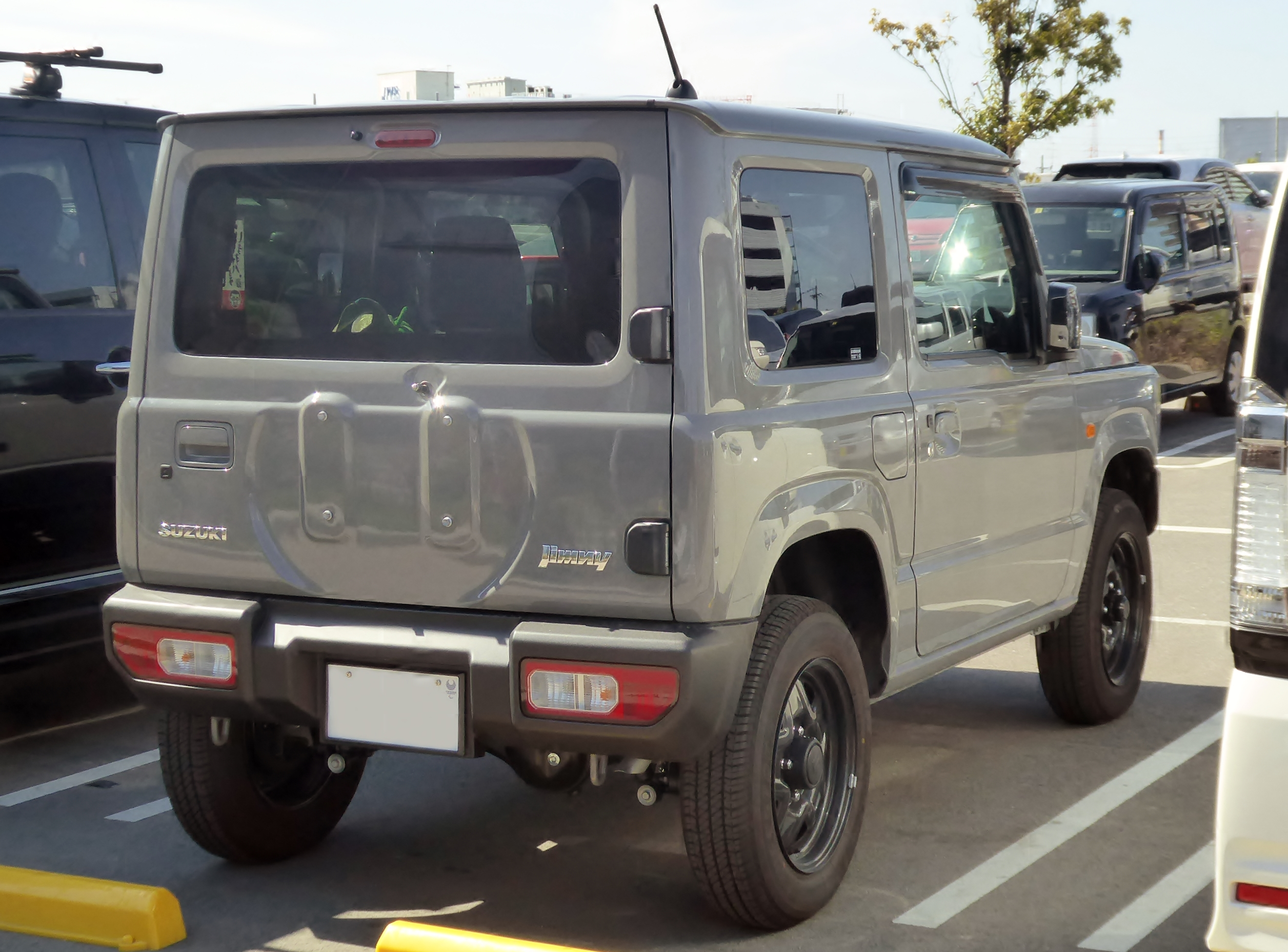
الجزء الخلفي من JB64 جيمني (سيارة كي)
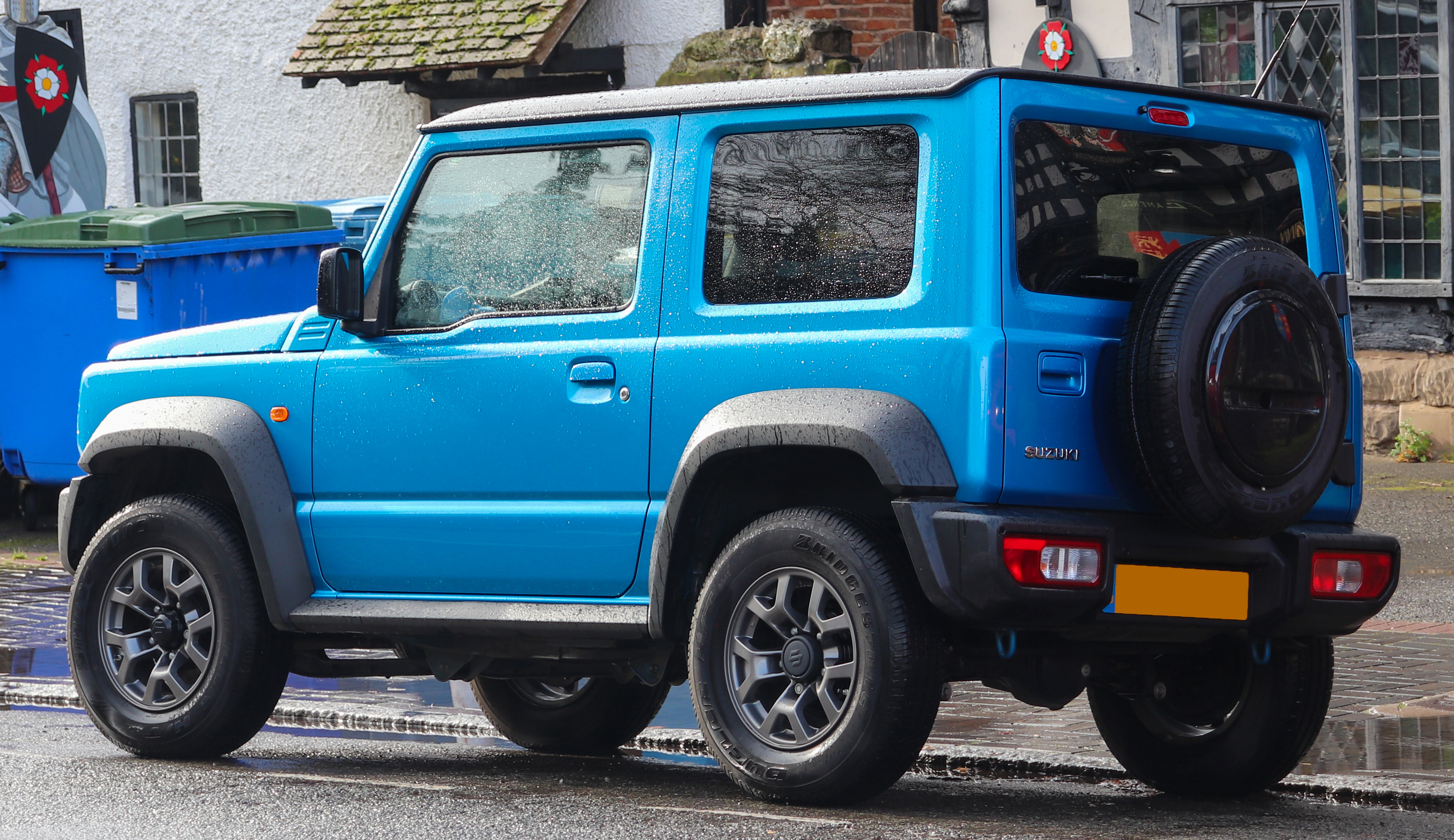
الجزء الخلفي من JB74 (جيمي سييرا)
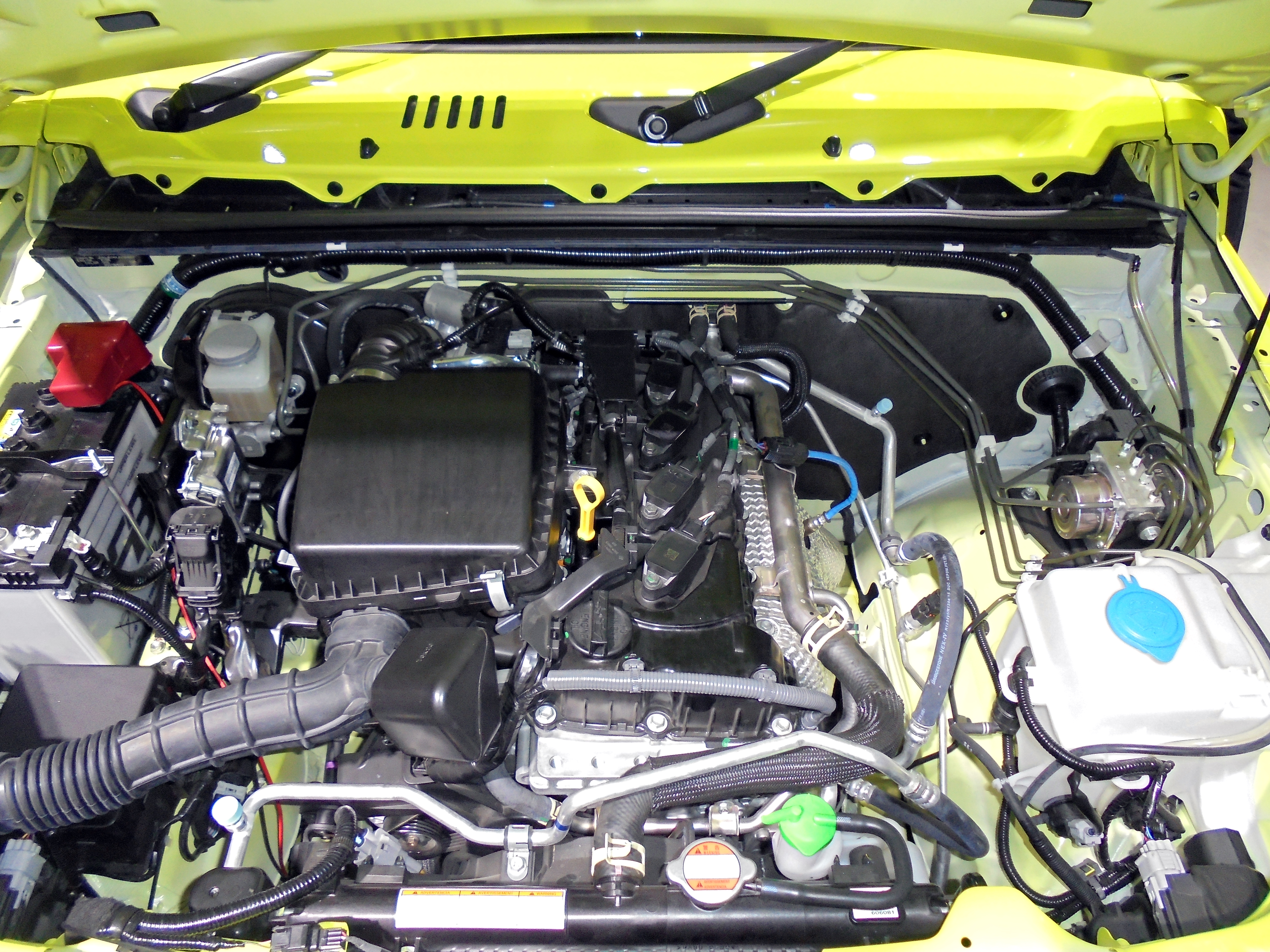
محرك "K15B"
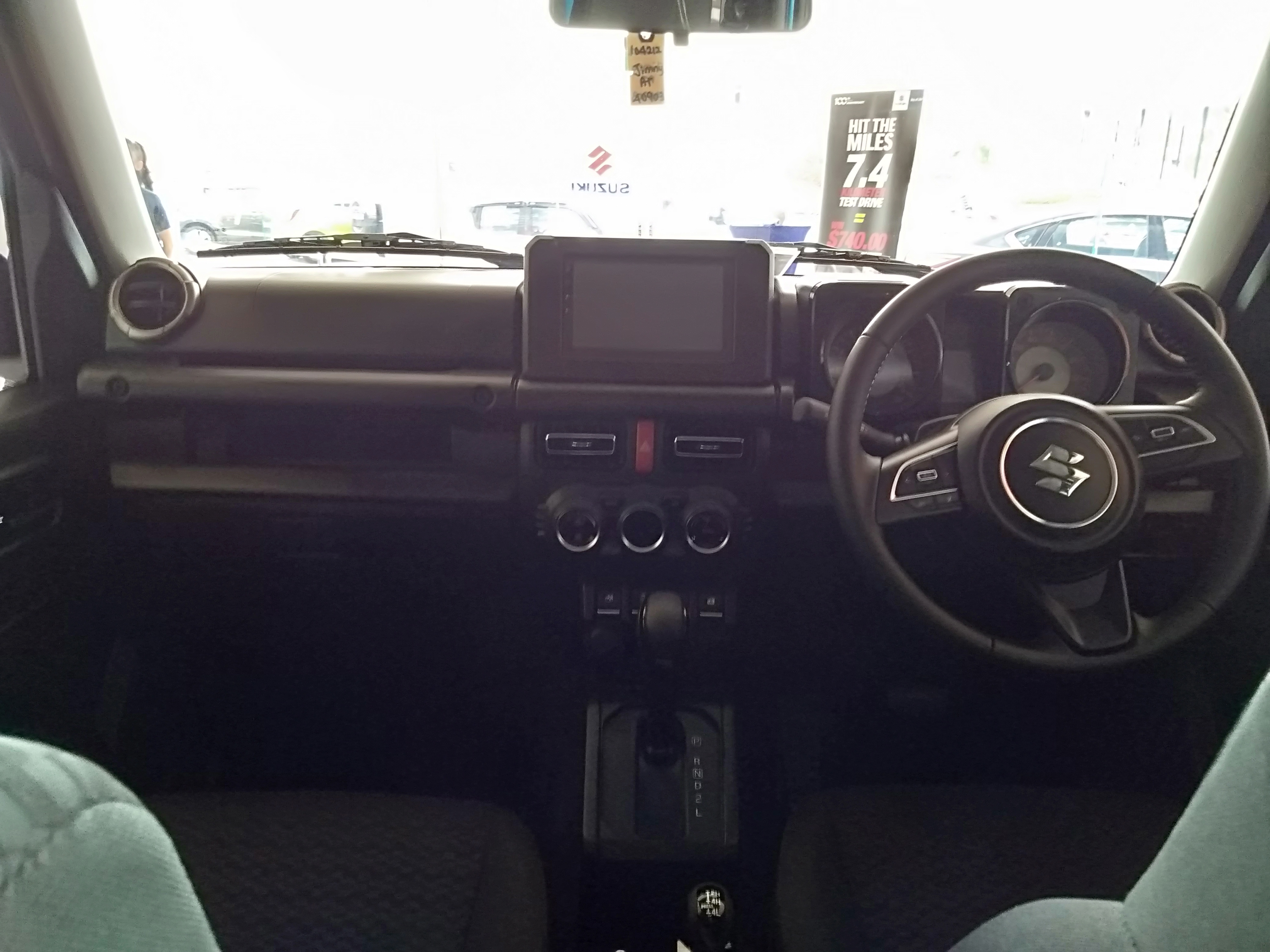
منظر داخلي

### السلامة
| الفئة           | النقاط     | %          |
| --------------- | ---------- | ---------- |
| إجمالاً:         | 3 /5 stars | 3 /5 stars |
| راكب بالغ:      | 27.9       | 73%        |
| راكب طفل:       | 41.4       | 84%        |
| المشاة:         | 25.1       | 52%        |
| مساعدة السلامة: | 6.5        | 50%        |

## تاريخ التطوير
تغطي هذه الجداول الأربعة المُنهارة تاريخ تطوير جيمني في السوق المحليَّة اليابانية، معَ ملاحظة الاختلافات والتطوُّرات الملحوظة في الصادرات أيضًا.

### الجيل الأول
تطوير جيمني في الجيل الأول (1970-1981)
1.1
- إل جي 10، الفترة: 1970-1972. محرك مبرد بالهواء ثنائي الأشواط I2 FB ‏ 359 سي سي.

1.2
- إل جي 20، الفترة: 1972-1976. محرك ثنائي الأشواط I2 L50 مبرد بالماء 359 سي سي.

1.3
- إس جي 10، المعروف أيضًا باسمِ جيمني55 أو إل جي 50. الفترة: 1975-. محرك I3 إل جي 50 ثنائي الأشواط 1981 سي سي [55] [56]

1.4
- إس جي 20، المُلقَّب جيمني8 أو إل جي 80. الفترة: 1977-1983. محرك SOHC I4 F8A بـ 797 سي سي.

### الجيل الثاني
تطوير جيمني في الجيل الثاني (1981-1998)
2.1
- إس جي 30، المعروف أيضًا باسمِ جيمني 550. الفترة:1981-1987. محرك 539 سي سي ثنائي الأشواط I3 إل جي 50 .

2.2
- إس جي 40، المعروف أيضًا باسمِ جيمني 1000 أو إس جي 410. الفترة: 1981-1998. محرك 970 سي سي رباعي الأشواط I4 F10A .

2.3
- JA51، المعروف أيضًا باسمِ جيمني 1300 وإس جي 413 وساموراي. الفترة: 1984-1993. محرك 1324 سي سي رباعي الأشواط I4 G13A .

2.4
- ديزل ساموراي. 1998-2004. بـ 2 محركات ديزل.

2.5
- JA71، الفترة: 1986-1990. توربو 543 سي سي، محرك F5A محقون بالوقود .

2.6
- JA11 الفترة: 1990-1995. محرك F6A محقون بالوقود 657 سي سي، بشاحن توربيني، ومبرد داخليًا.

2.7
- JB31، المعروف أيضًا باسمِ جيمني 1300 سييرا، ساموراي. الفترة: 1993-1995. محرك 1298 سي سي «جي 13 بي أيه» .

2.8
- JA12 / 22، الفترة: 1995-1998.محرك F6A/K6A محقون بالوقود 657/ 658 سي سي، والشاحن التوربيني، والمبرد. [56]

2.9
- JB32، المعروف أيضًا باسمِ جيمني 1300 سييرا، ساموراي. الفترة: 1995-1998. المحرك: 1298 سي سي محقون بالوقود «جي 13 بي بي» أو محرك «جي 13 بي أيه» (تصدير).

### الجيل الثالث
تطوير جيمني في الجيل الثالث (1998-2018)
3.1
- JB33، المعروف أيضًا باسمِ جيمني وايد الفترة: 1998-2005. المحرك: SOHC «جي 13 بي بي» ذو 16 صمامًا 1298 سي سي.

3.2
- JB23، الفترة: 1998-الآن. المحرك 658 سي سي محقون بالوقود وشاحن توربيني ومبرد داخلي K6A. [56]

3.3
- JB43، المُلقَّب جيمني وايد أو جيمني سييرا الفترة: 2000-2018. محرك 16 صمام DOHC M13A 1328 سي سي (لاحقًا معَ VVT).

3.4
- JB53، الفترة: 2003-2011. حقن مباشر محرك توربوديزل K9K من رينو 1461 سي سي.

### الجيل الرابع
تطوير جيمني في الجيل الرابع (2018-الآن)
4.1.1
- شد وجَّه جيمني سييرا.
- إطار مُحسَّن معَ قضبان عرضية، وزيادة الصلابة الالتوائية بمقدار 1.5 مرة، وحامل للجسم مطاطي مصمم حديثًا.
- 3 وصلات تعليق من المحور الصلب.
- نظام LSD للتحكم في جر الفرامل.
- نظام المعلومات والترفيه معَ شاشة عرض المعلومات المتعددة.
- مساعد إشارة الطريق، دعم الفرملة بمستشعر مزدوج، تنبيه مغادرة المسار، تنبيه النسيج، مساعد الضوء العالي، وظيفة إخطار تشغيل السيارة المتقدّمة ووظيفة الإخماد الكاذب.

## وصلات خارجية
- الموقع الرسمي
- الموقع الرسمي(نيوزيلندا)
- الموقع الرسمي(أستراليا)
- Jimny subreddit
- 2019 Jimny offroad review
- تقرير سوزوكي جمني